# Élisabeth Vigée Le Brun
Élisabeth Louise Vigée Le Brun (tiếng Pháp: [e.liz.a.bɛt lwiz vi.ʒe lə.bʁœ̃]; 16 tháng 4 năm 1755 – 30 tháng 3 năm 1842), còn được gọi là Madame Lebrun hoặc Madame Le Brun, là một họa sĩ vẽ chân dung người Pháp cuối thế kỷ 18 và đầu thế kỷ 19.
Phong cách nghệ thuật của bà thường được coi là một phần của trào lưu Rococo với một chút phong cách Tân cổ điển. Chủ đề tranh và bảng màu vẽ của bà có thể là do ảnh hưởng của Rococo, nhưng phong cách thì giống với Tân cổ điển hơn. Vigée Le Brun đã tạo danh tiếng cho bản thân trong xã hội Chế độ cũ bằng cách vẽ chân dung cho Maria Antonia của Áo. Các nhà bảo trợ của bà là quý tộc, diễn viên, và nhà văn châu Âu, và được chọn làm thành viên của các học viện nghệ thuật ở mười thành phố. Một và họa sĩ đương đại nổi tiếng, như là Joshua Reynolds, coi bà là một trong những họa sĩ vẽ chân dung vĩ đại nhất trong thời đại của bà, và so sánh bà với những bậc thầy Hà Lan.
Vigée Le Brun đã vẽ 660 bức chân dung 200 bức tranh phong cảnh. Ngoài những bức tranh trong các bộ sưu tập riêng, tranh của bà còn thuộc về những bảo tàng lớn, như là Louvre ở Paris, Bảo tàng Ermitazh ở Sankt-Peterburg, Bảo tàng Quốc gia Luân Đôn, Viện bảo tàng Mỹ thuật Metropolitan ở New York, và nhiều bộ sưu tập khác ở Châu Âu và Hoa Kỳ.
Tầm khoảng giữa năm 1835 và 1837, Vigée Le Brun xuất bản cuốn hồi ký với ba tập (Souvenirs), với rất nhiều tranh chân dung vẽ bằng mực và lời khuyên cho các họa sĩ chân dung trẻ.

## Tranh

### Tranh chân dung vẽ ở Pháp

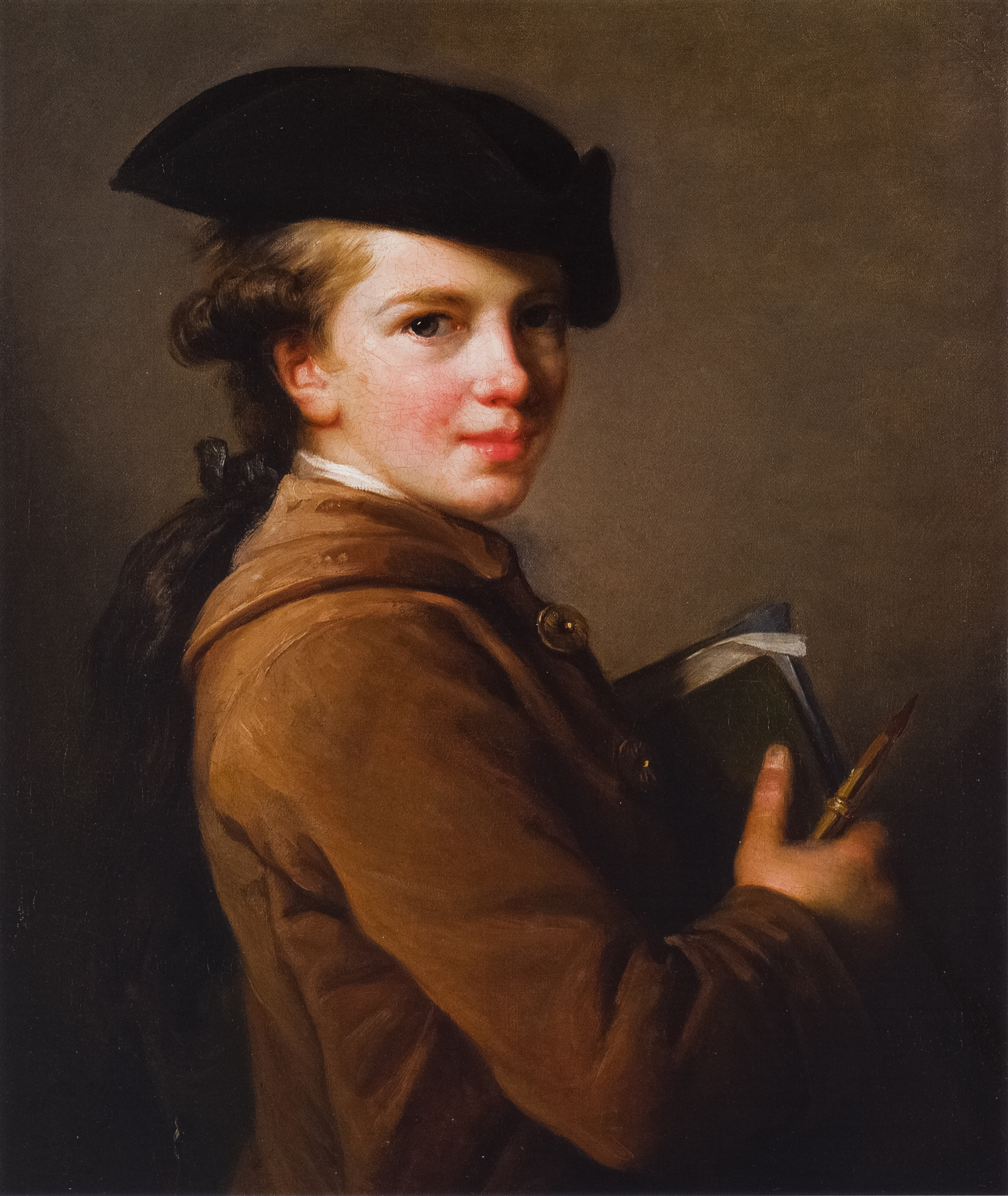
Étienne Vigée, 1773. Bảo tàng Nghệ thuật Thánh Louis.
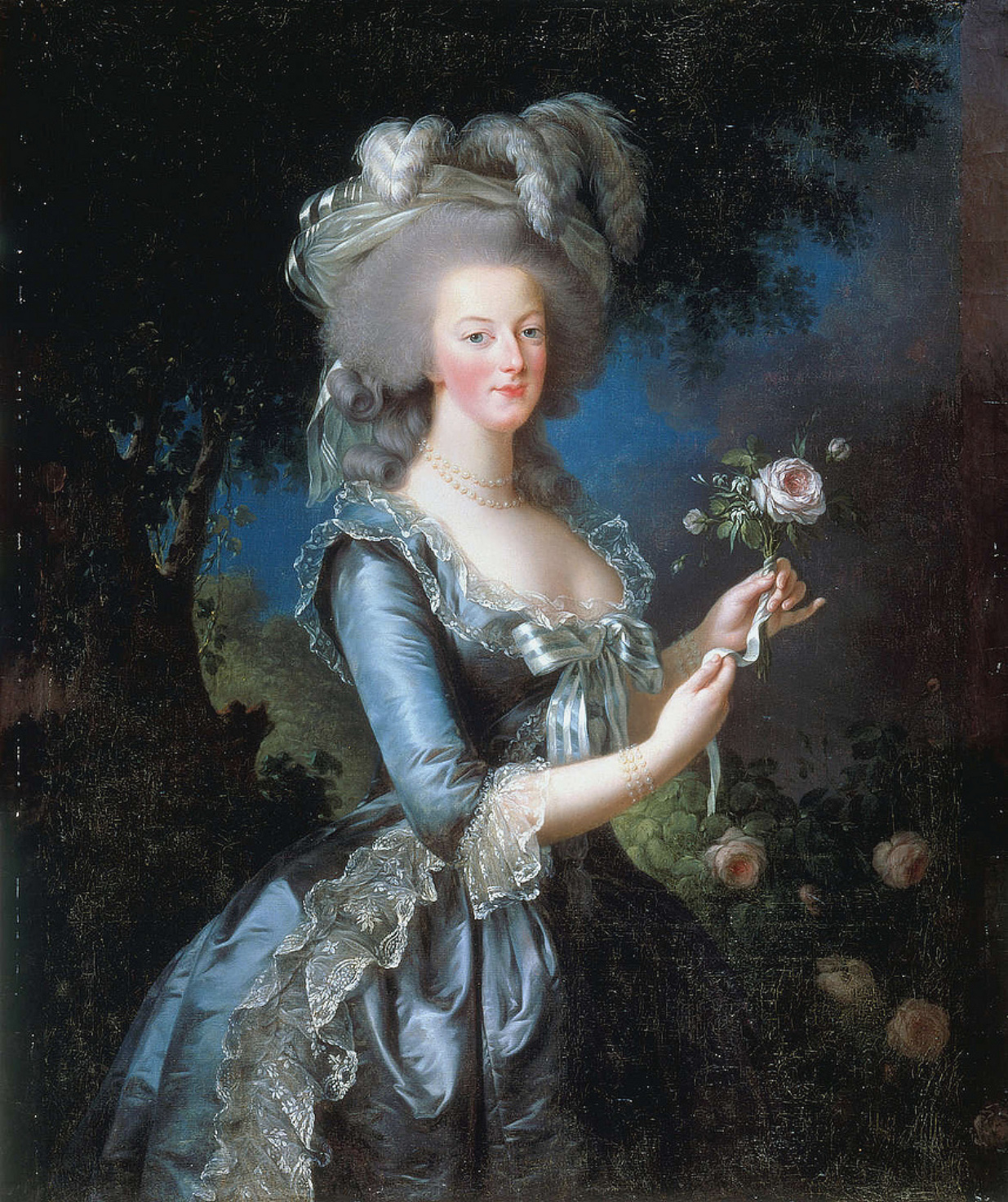
Maria Antonia với một Bông hồng, 1783. Cung điện Versailles.
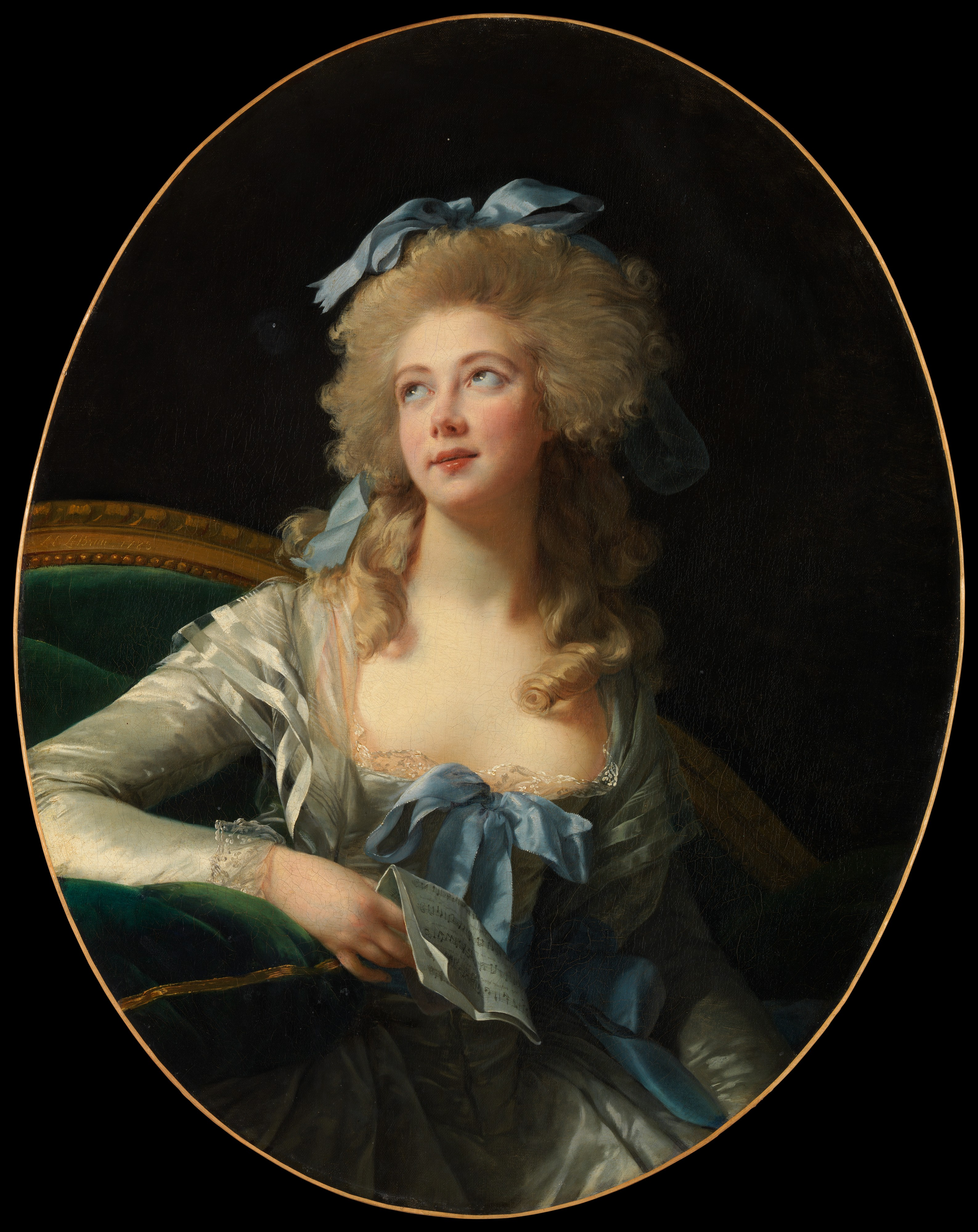
Quý bà Grand, 1783. Viện bảo tàng Mỹ thuật Metropolitan.
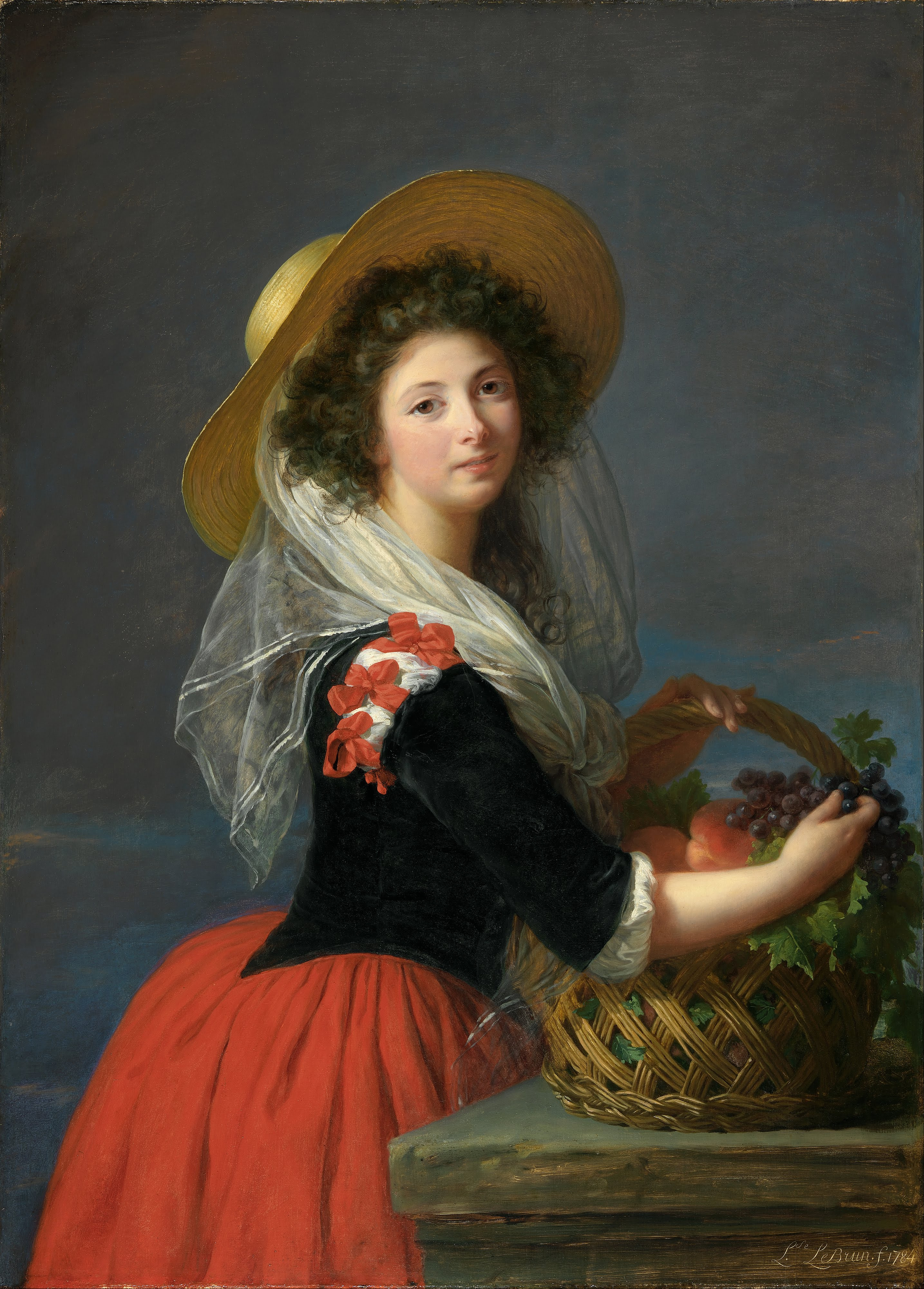
Marie-Gabrielle de Gramont, Công tước phu nhân xứ Caderousse, 1784. Bảo tàng nghệ thuật Nelson-Atkins.
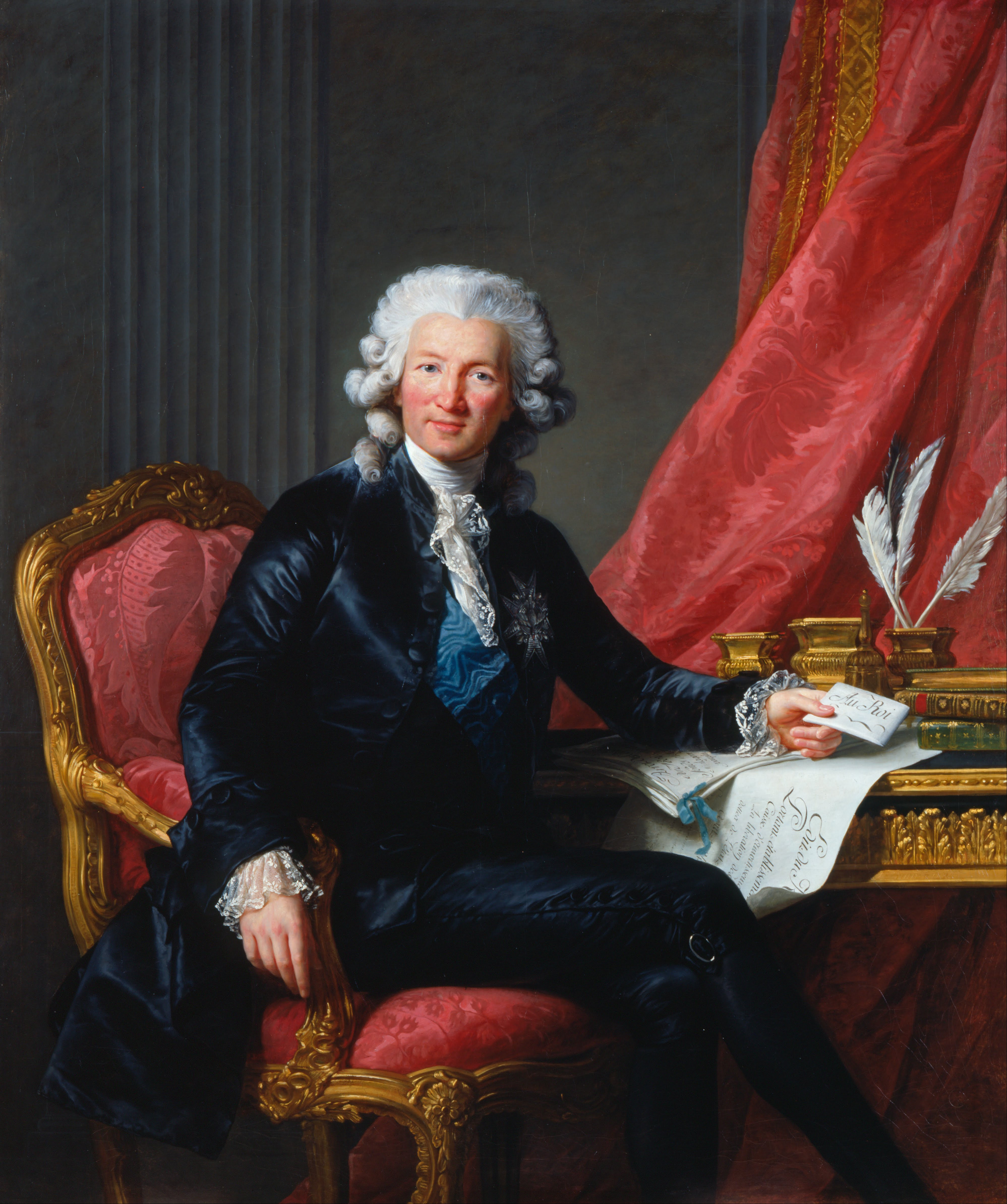
Charles-Alexandre de Calonne, 1784. Bộ sưu tập Vương thất.
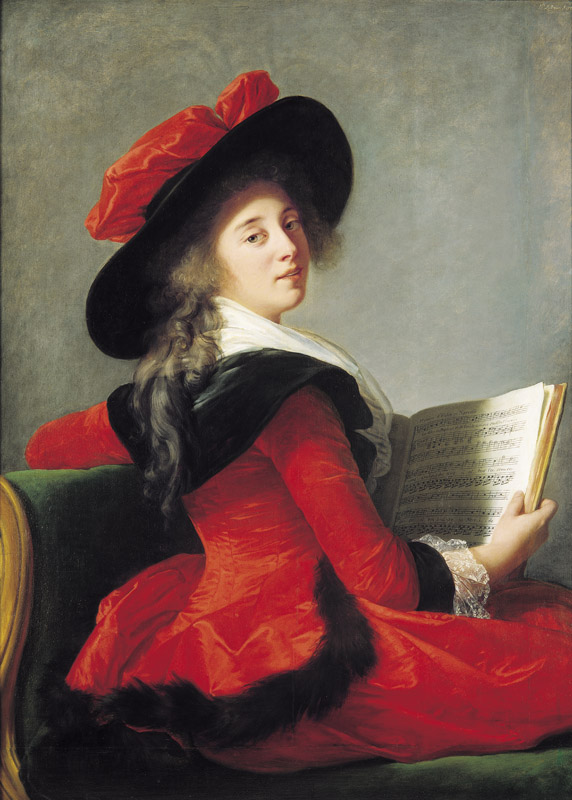
Nam tước xứ Crussol, 1785. Bảo tàng Augustin.
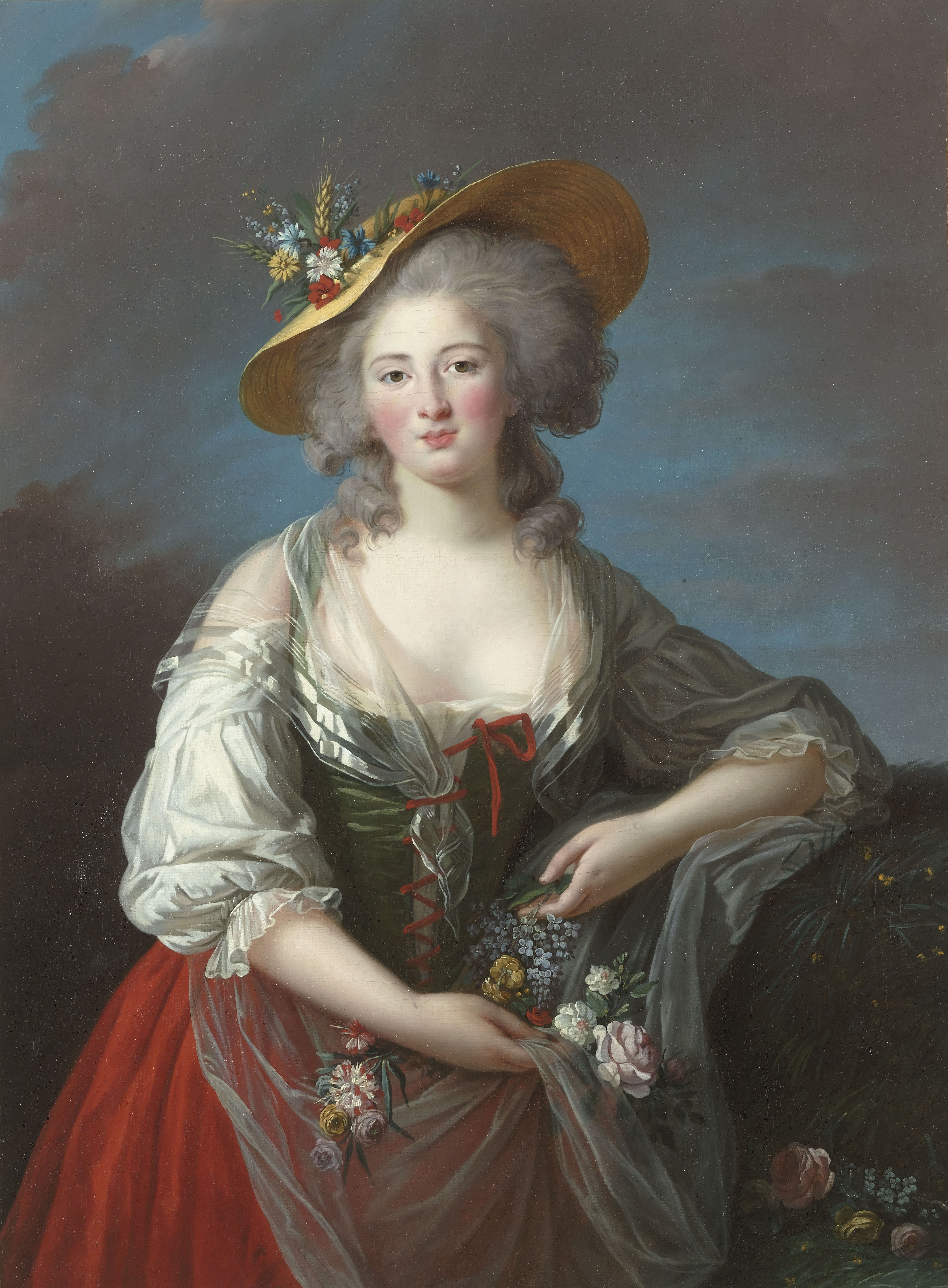
Élisabeth của Pháp, em gái của Louis XVI. 1782, Bảo tàng Lịch sử Pháp
Quý bà du Barry, 1782. Đây là một trong ba bức chân dung vẽ du Barry.
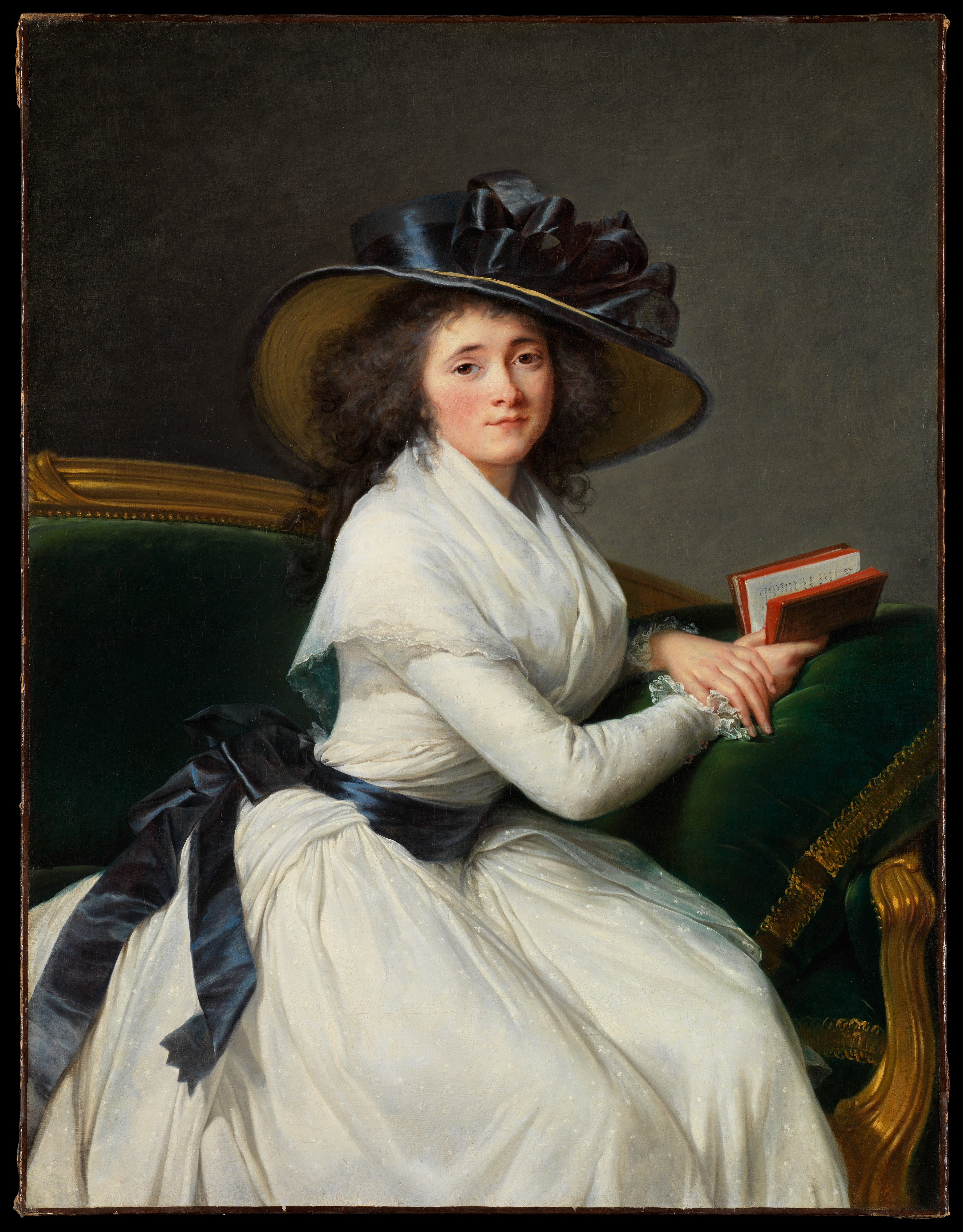
Bá tước phu nhân xứ La Châtre, 1789. Viện bảo tàng Mỹ thuật Metropolitan.
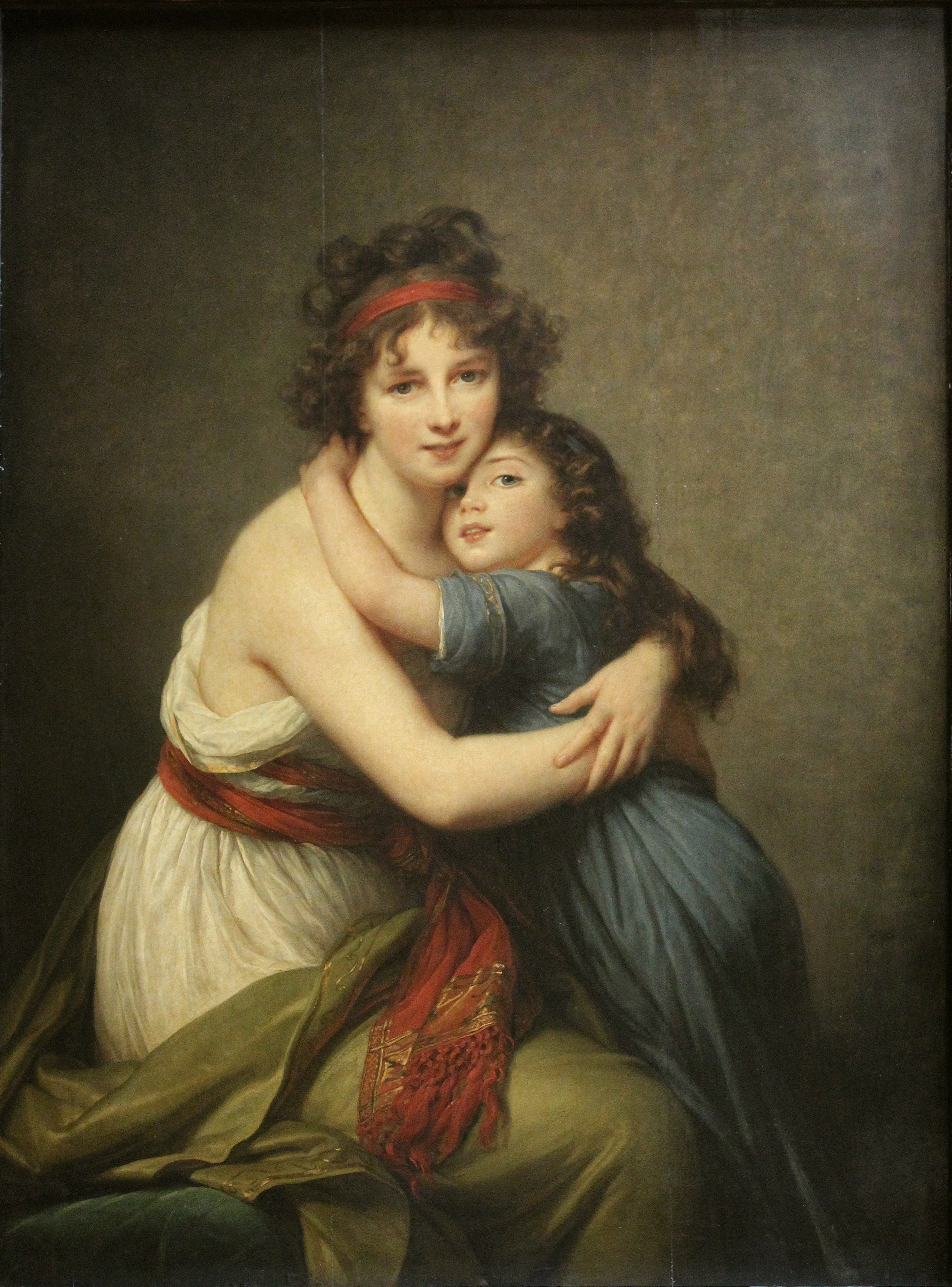
Bức chân dung tự họa với con gái, 1789. Viện bảo tàng Louvre.
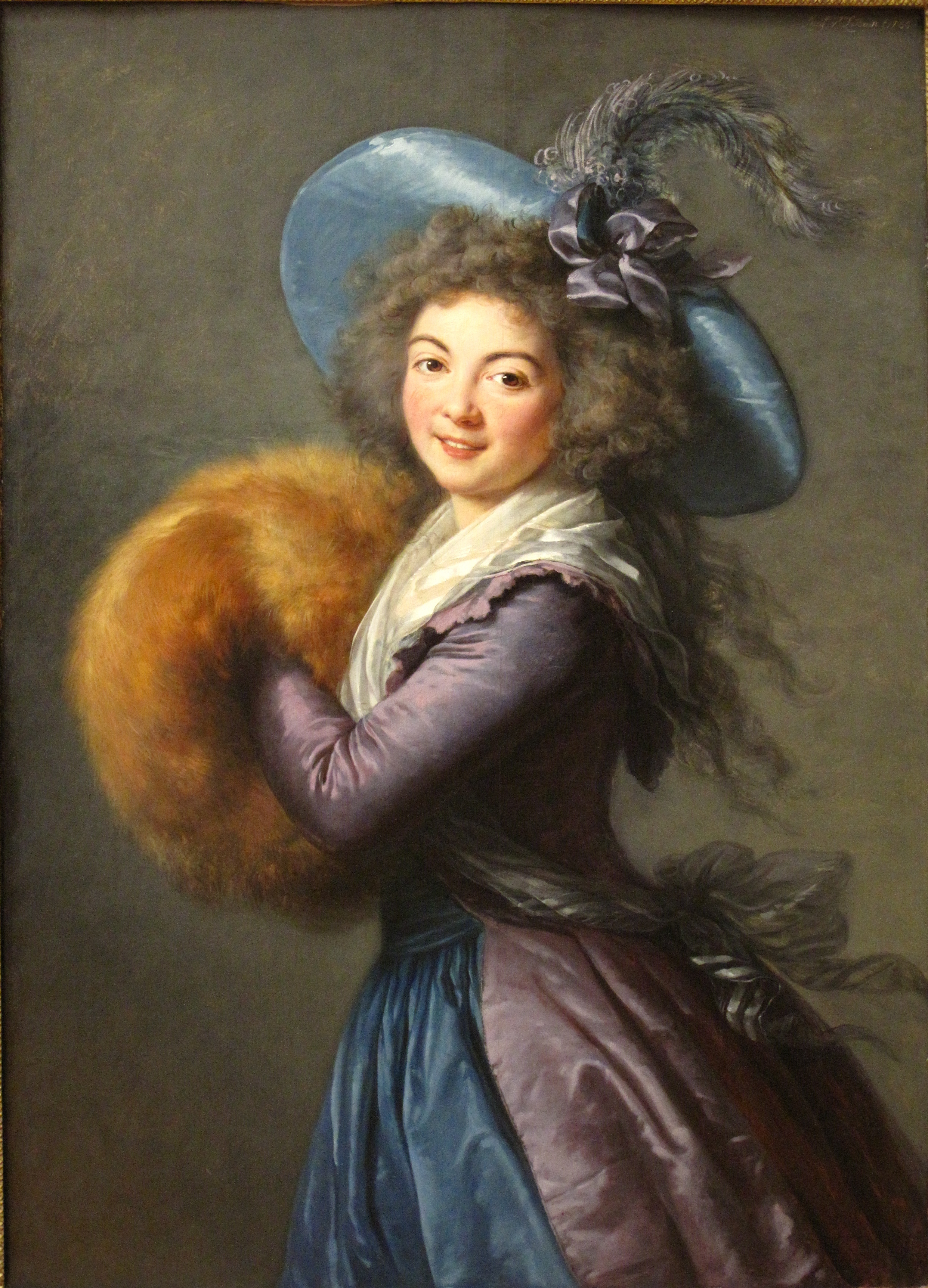
Quý bà Molé-Reymond, nữ diễn viên hài người Ý, 1786. Viện bảo tàng Louvre.
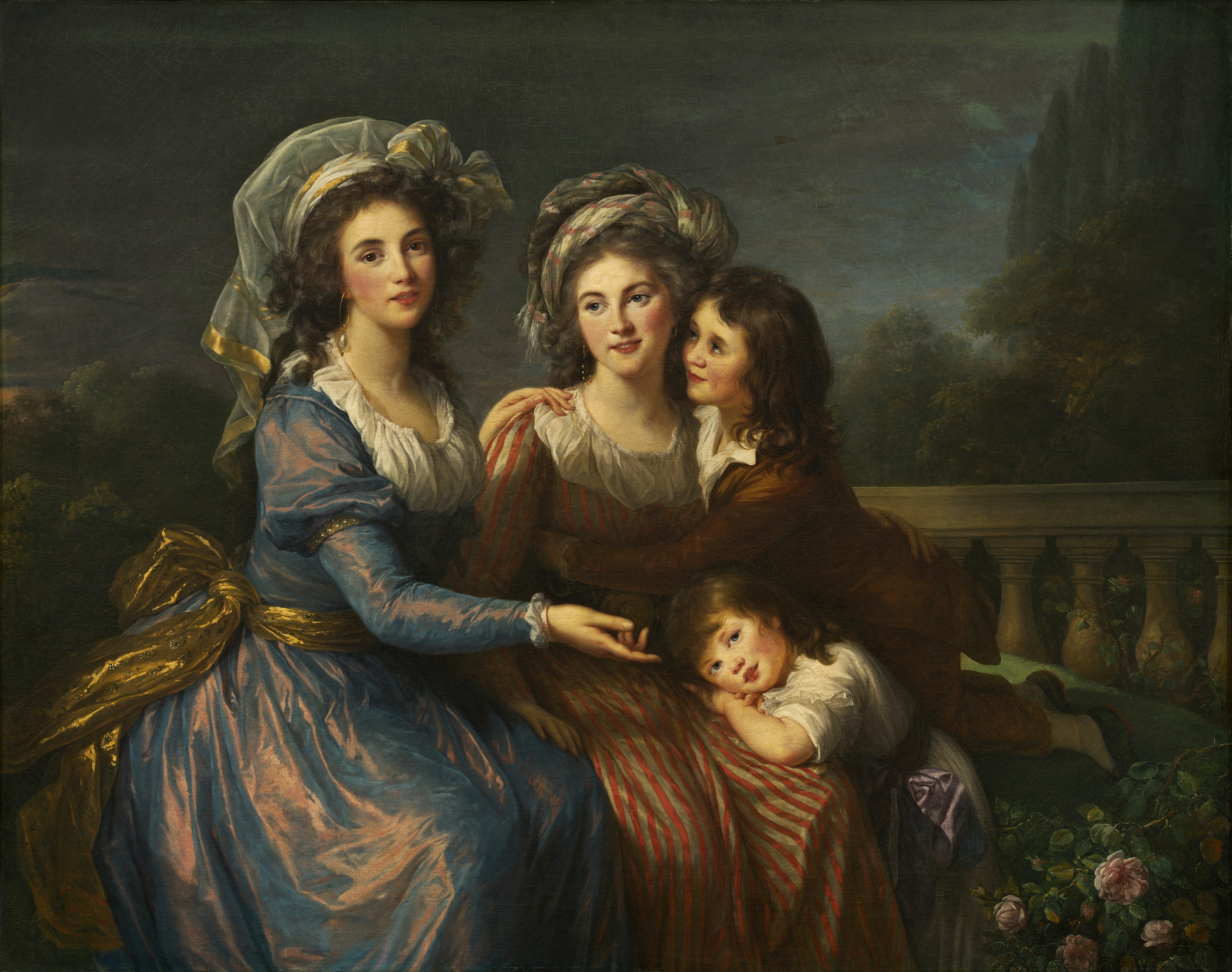
Hầu tước phu nhân xứ Pezay, và Hầu tước phu nhân xứ Rougé cùng với con trai của họ Alexis và Adrien, 1787
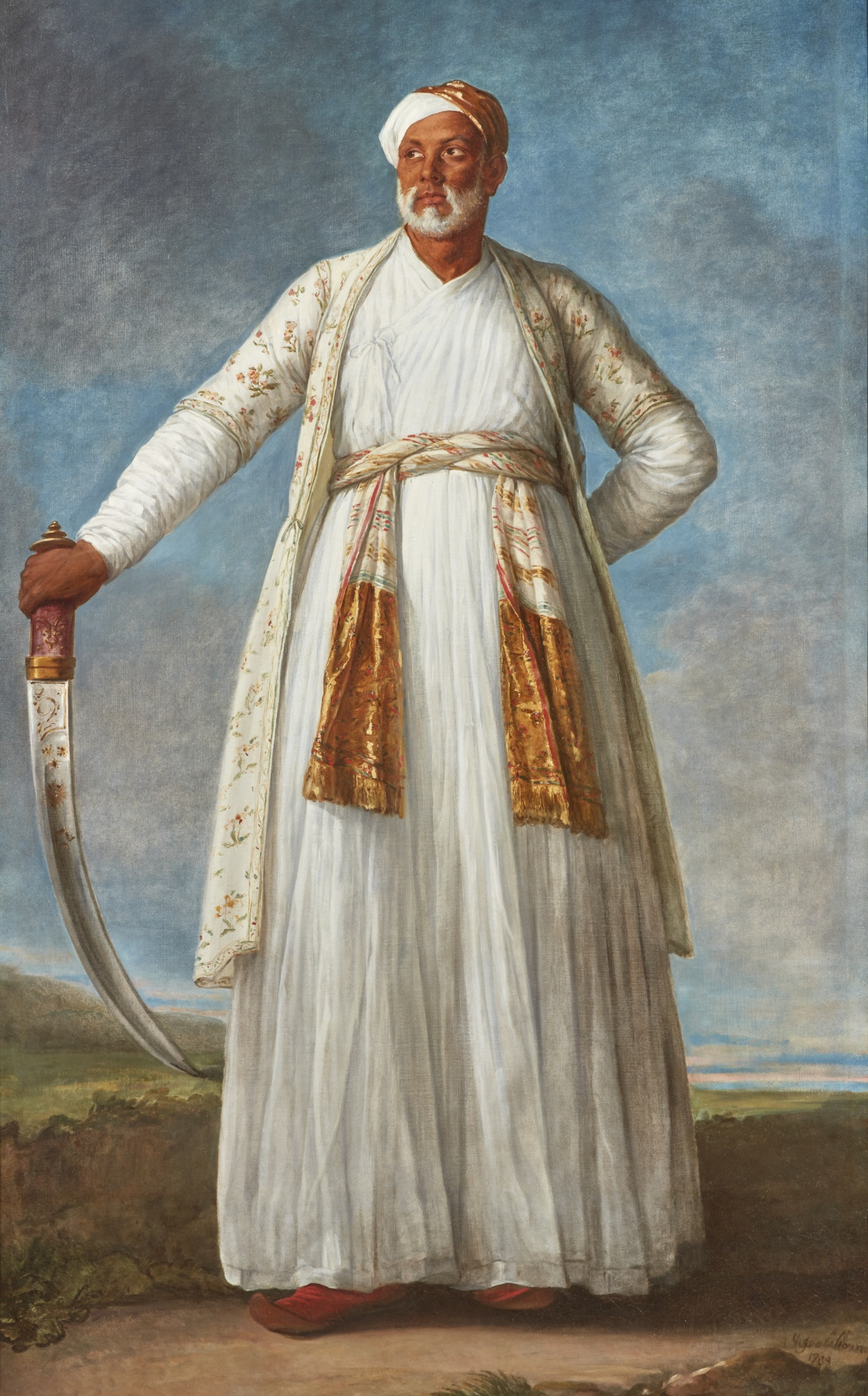
Muhammad Dervish Khan, 1788. Bộ sưu tập riêng.
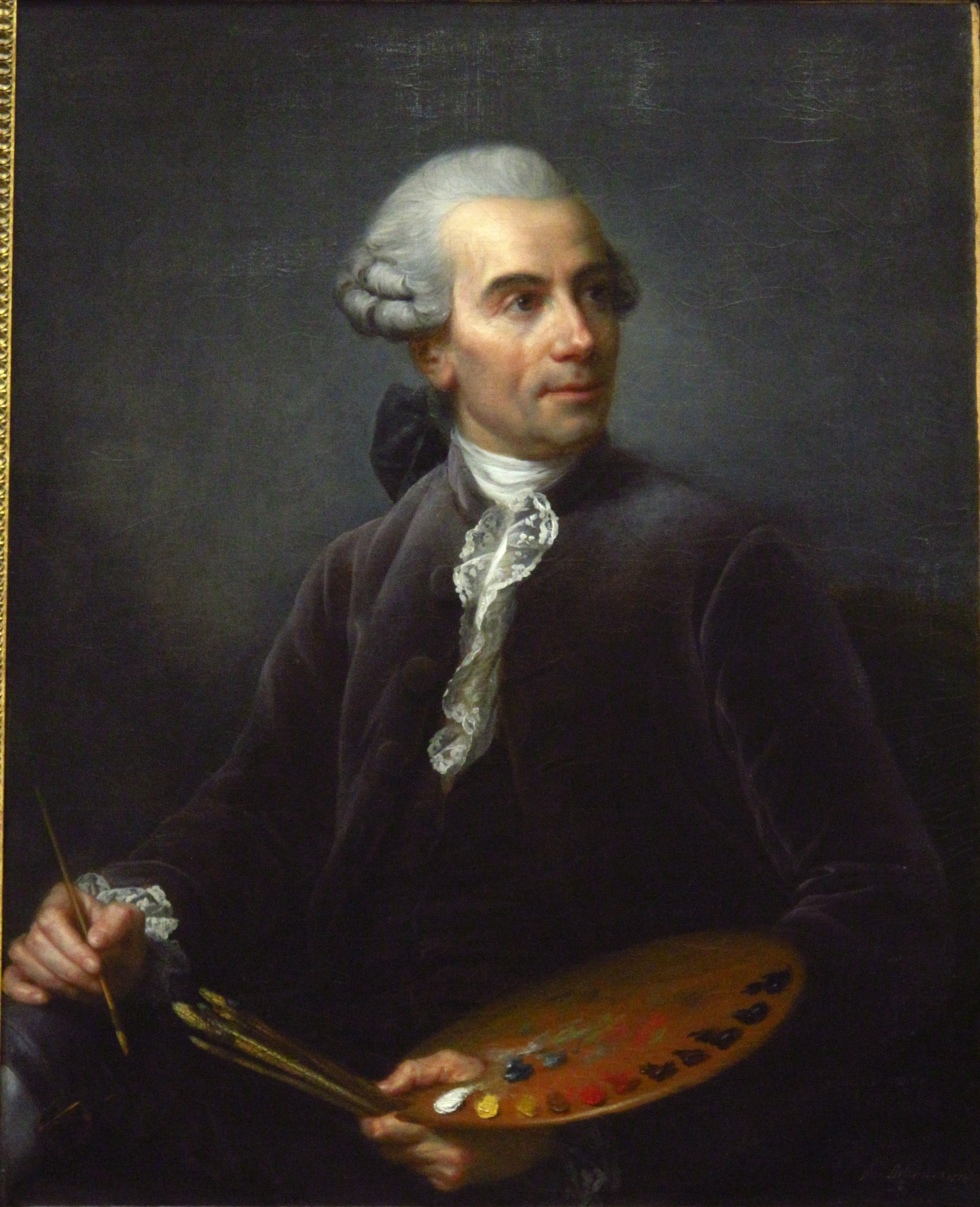
Chân dung Joseph Vernet, 1778. Viện bảo tàng Louvre.
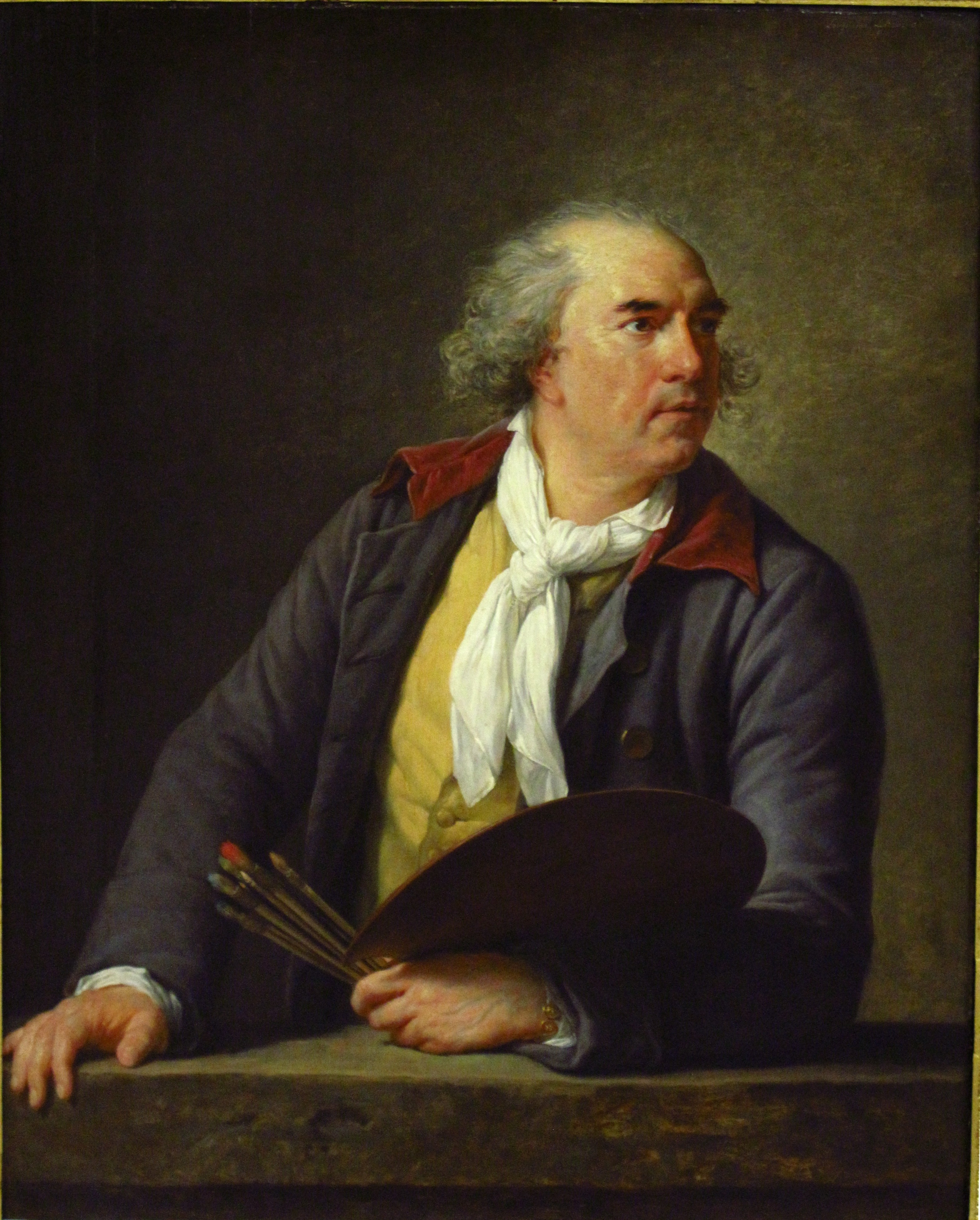
Chân dung Hubert Robert, 1788. Triển lãm vào năm 1779 tại Salon Carré. Viện bảo tàng Louvre.
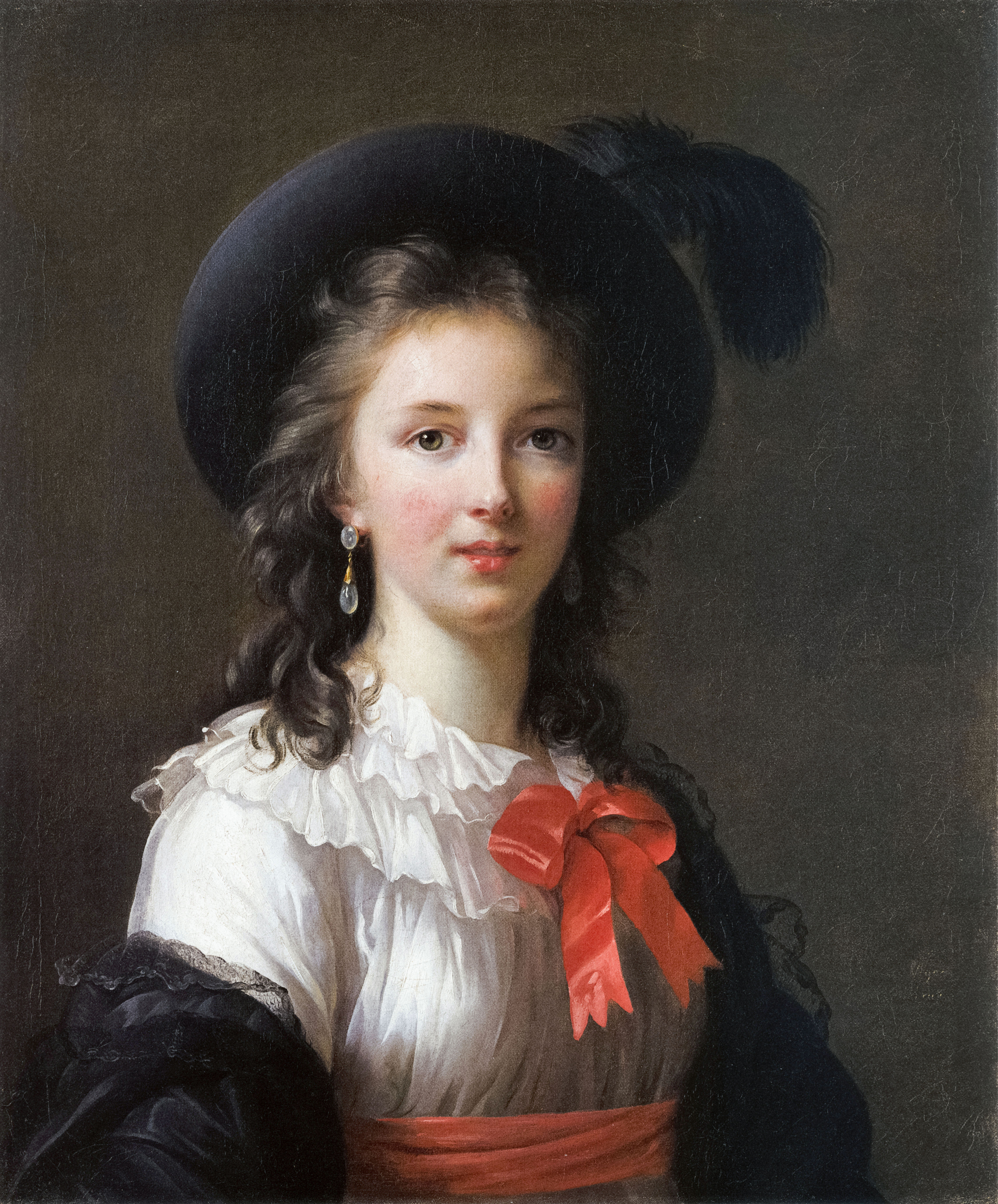
Bức chân dung tự họa, 1781. Bảo tàng Nghệ thuật Kimbell.
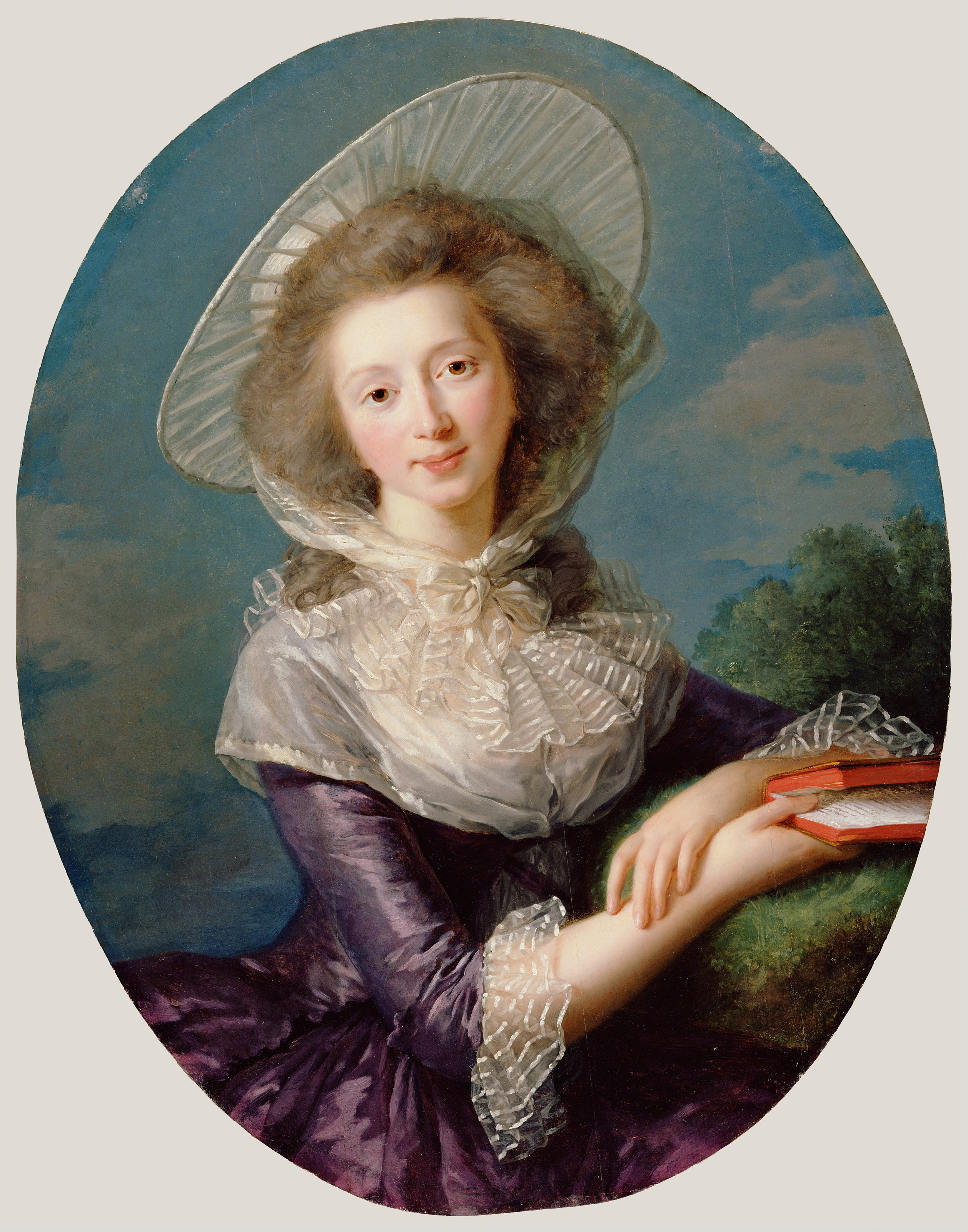
Tử tước phu nhân xứ Vaudreuil, 1785. Trung tâm Getty.

### Tranh vẽ chân dung ở Ý

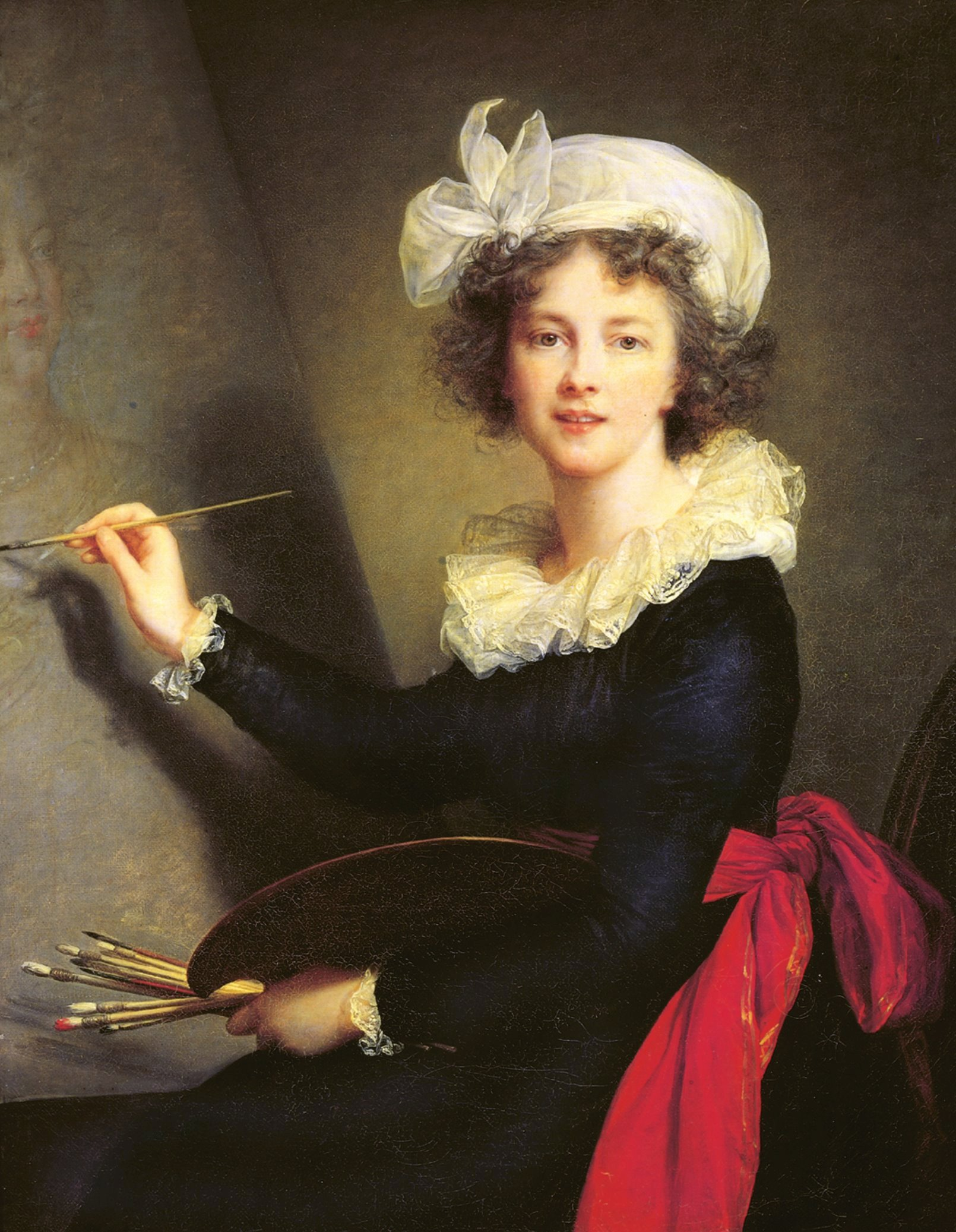
Chân dung tự họa, đang vẽ Maria Antonia, 1790. Uffizi.
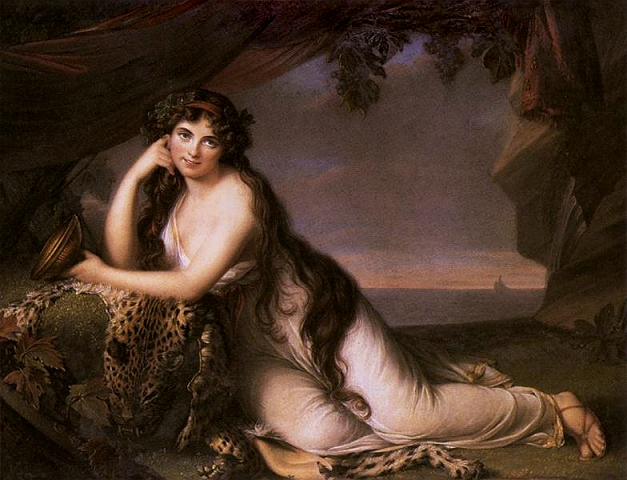
Emma Hamilton trong vai Ariadne, 1790. Viện bảo tàng Nghệ thuật Philadelphia. Vẽ ở Napoli.
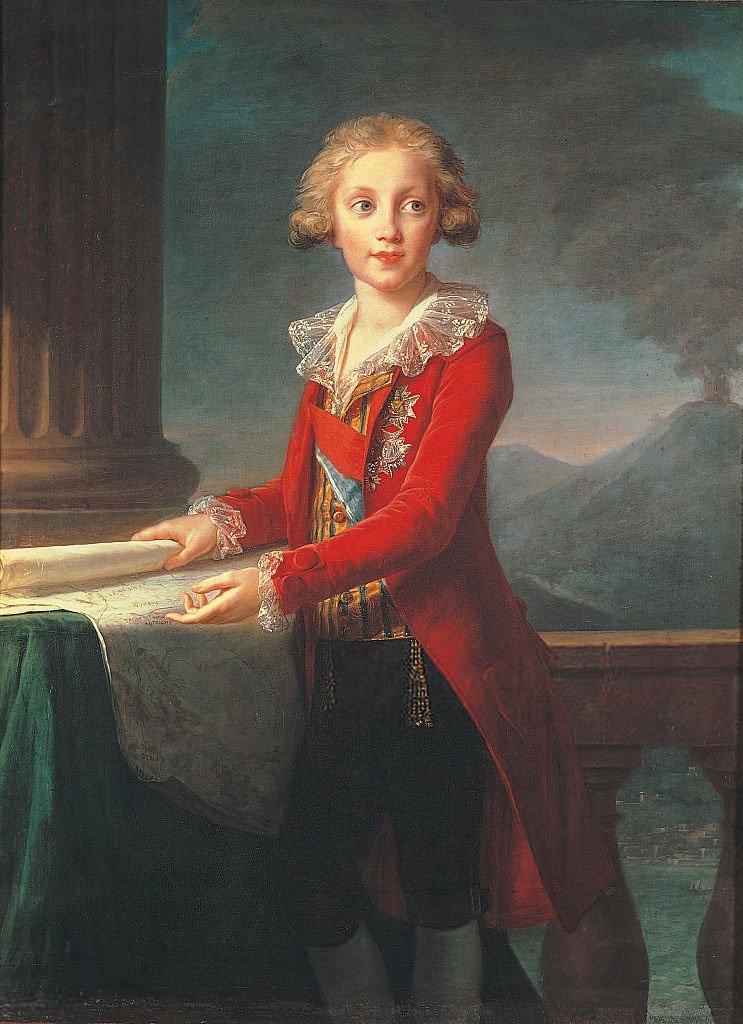
Francesco di Borbone, 1790. Bảo tàng Capodimonte.
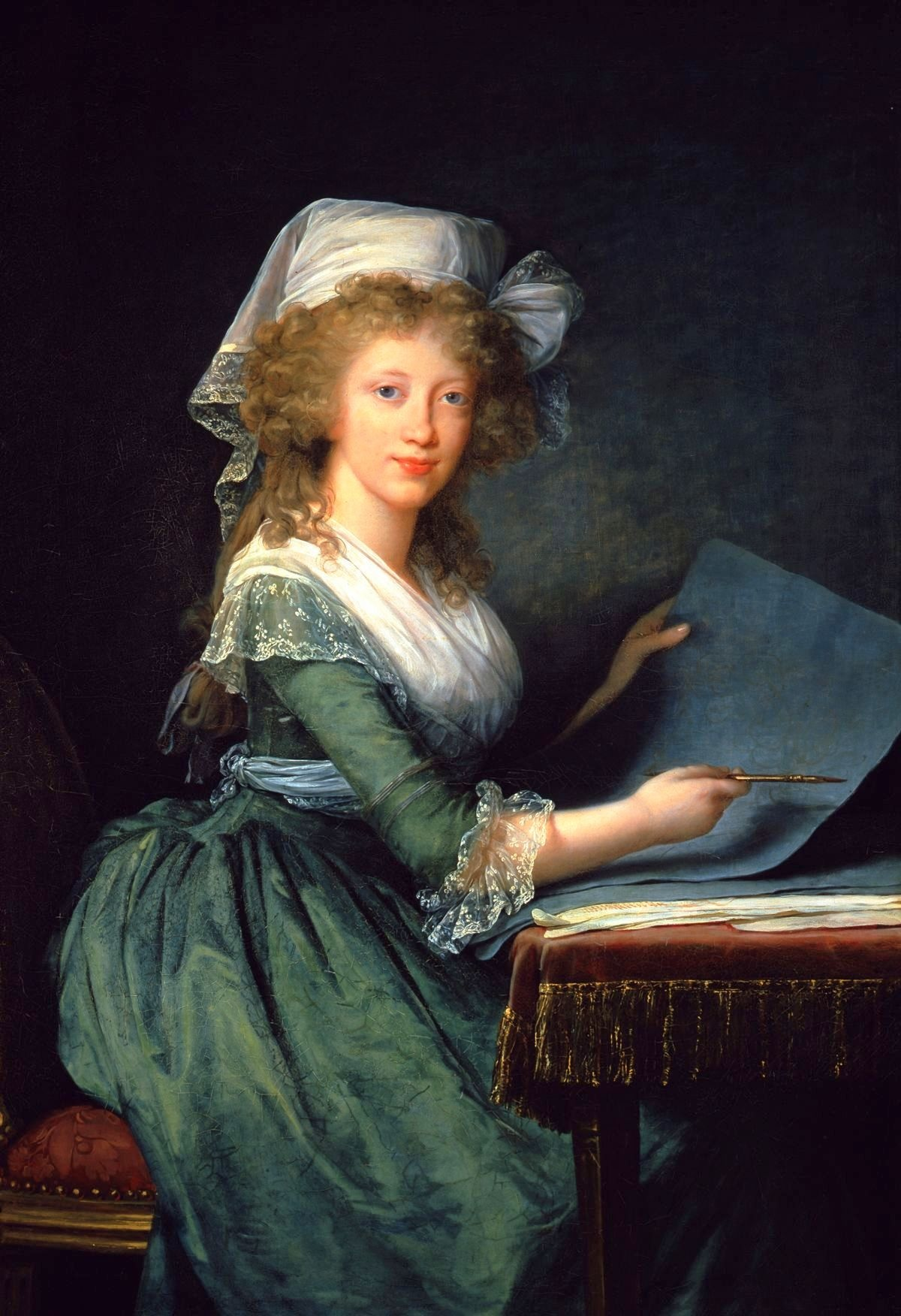
Luisa Maria Amelia di Borbone, 1790. Bảo tàng Capodimonte.
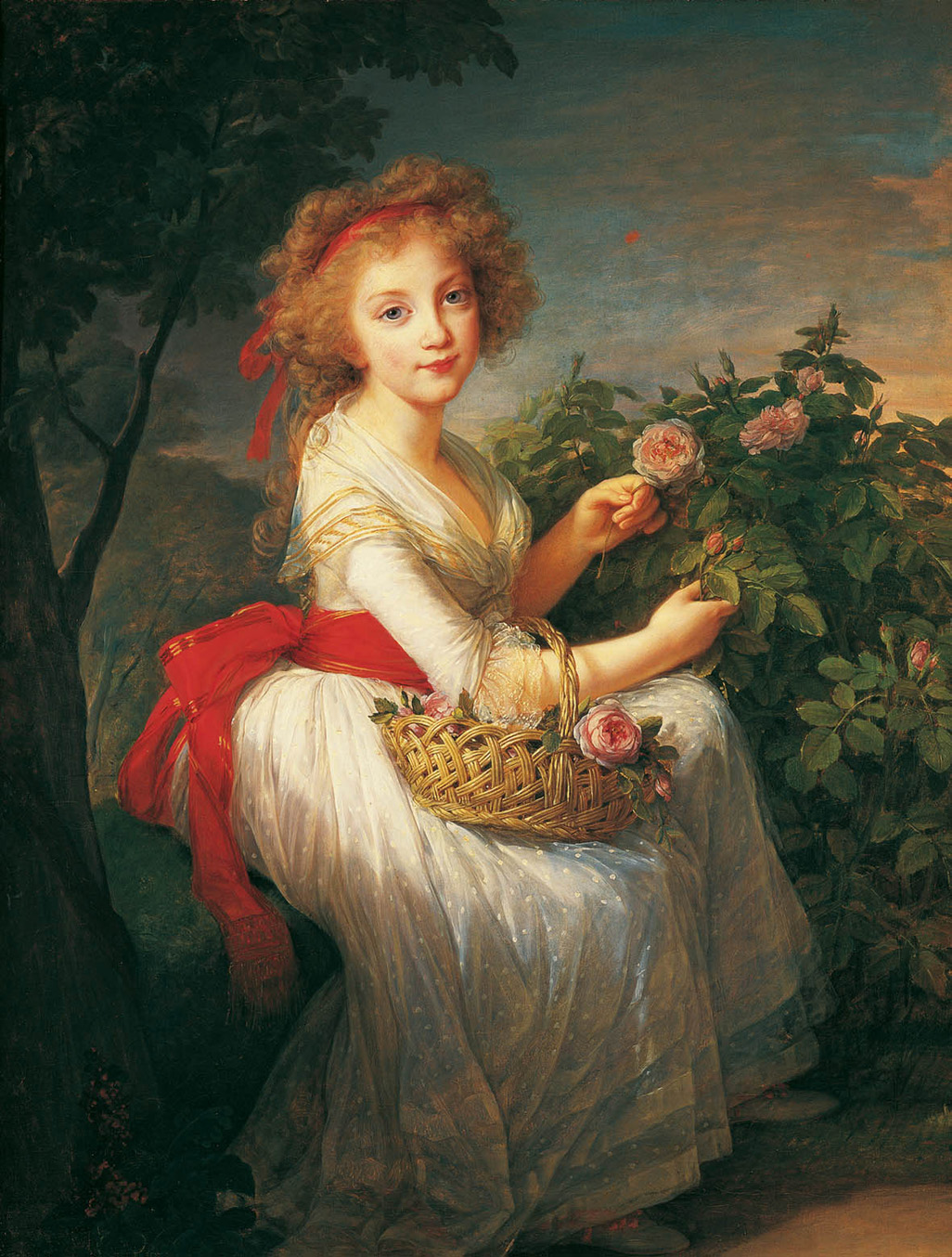
Maria Cristina của Bourbon, 1790. Bảo tàng Capodimonte.
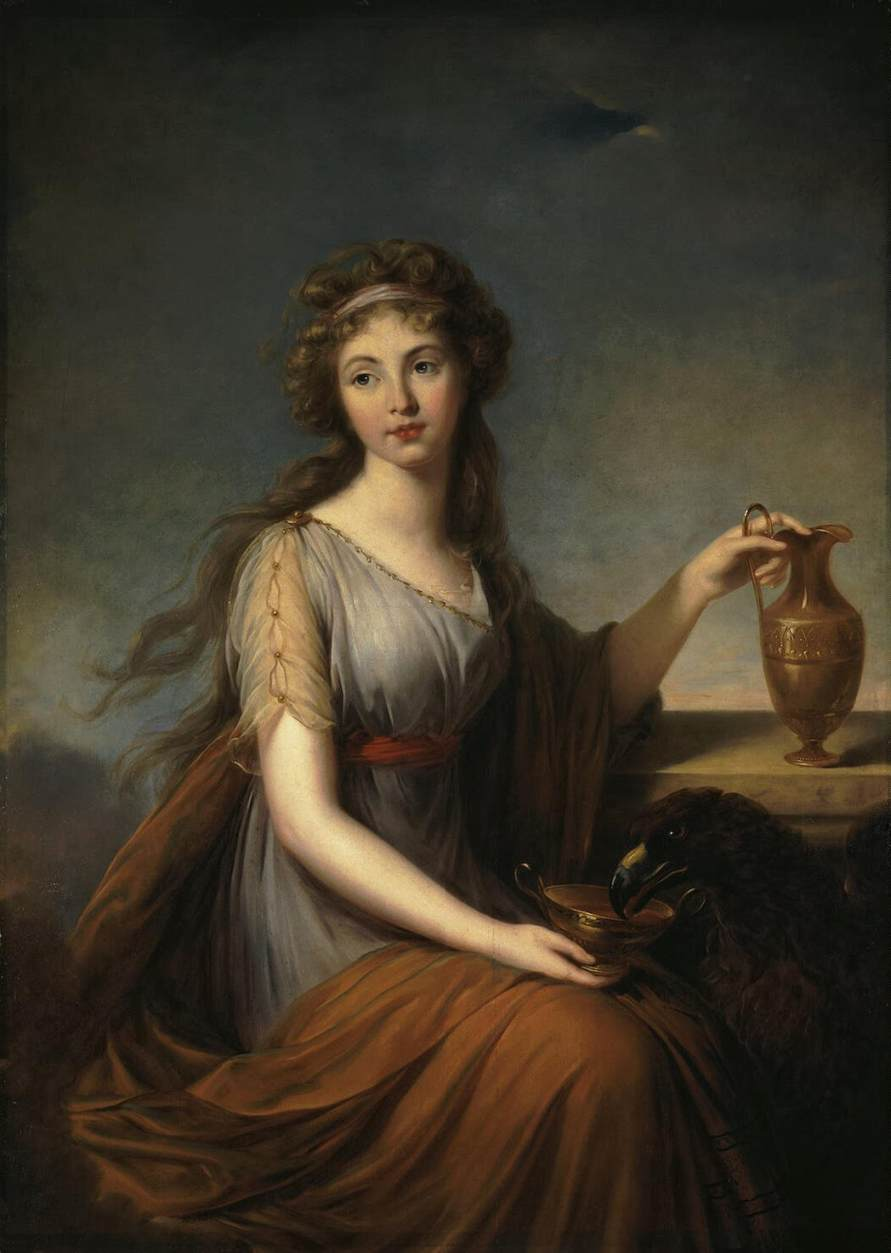
Anne Pitt as Hebe, 1792. Bảo tàng Ermitazh.
Emma Hamilton trong vai Bacchante, 1792. Bảo tàng Phu nhân Lever.
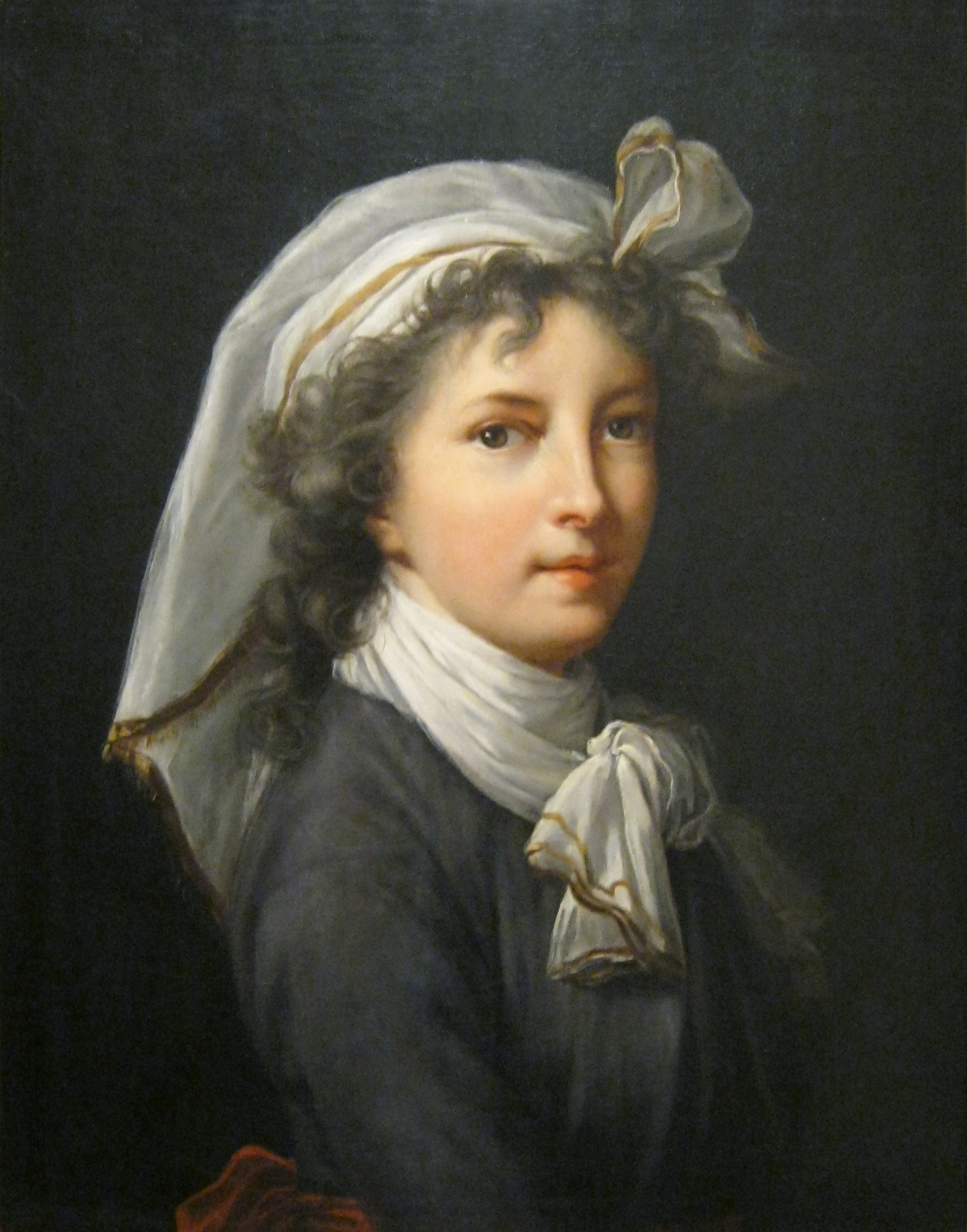
Bản sao bức chân dung tự họa năm 1790, bản gốc được vẽ cho Học viện Thánh Luca ở Roma.

### Tranh vẽ chân dung ở Áo

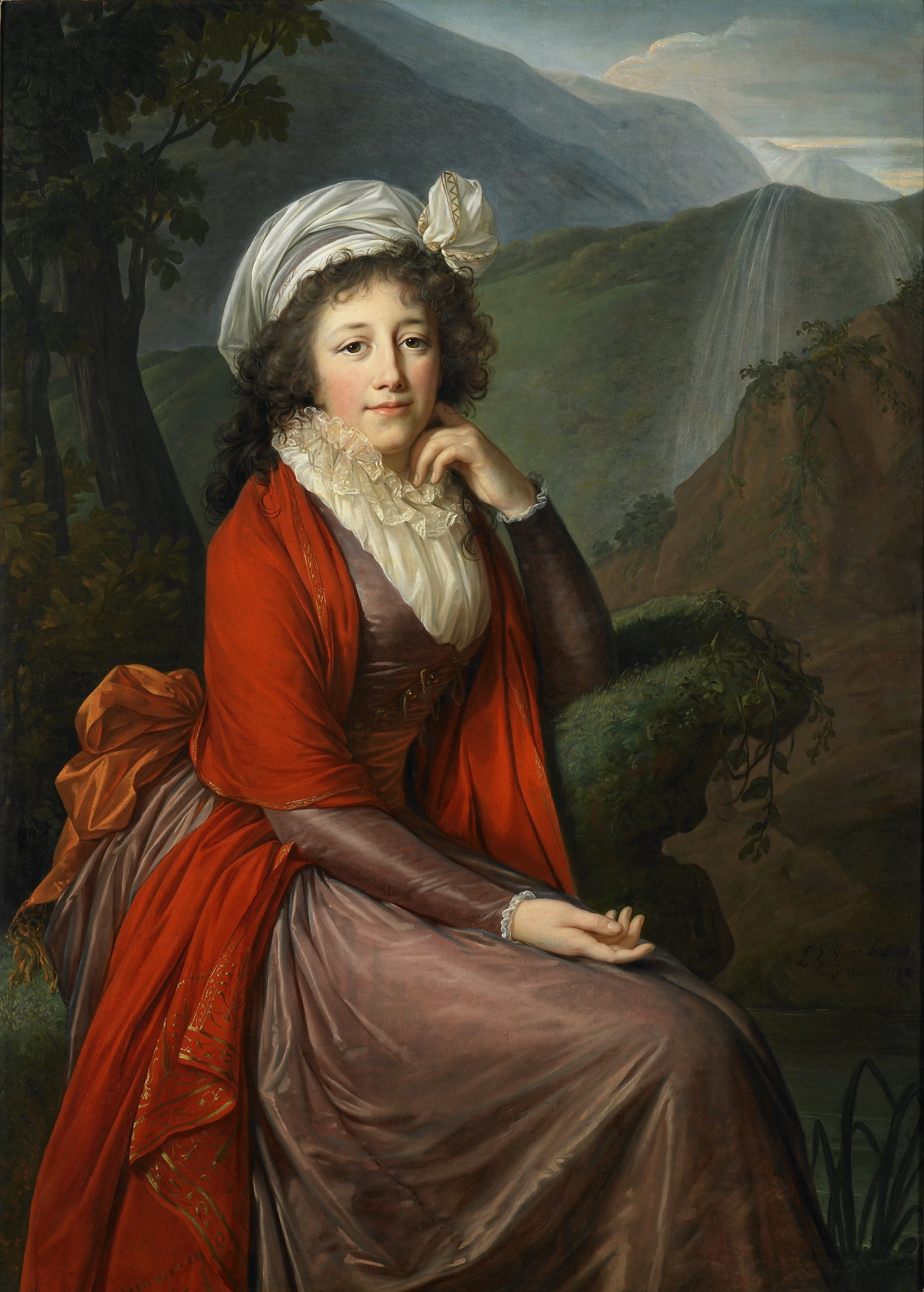
Bá tước phu nhân Maria Theresia Bucquoi, 1793. Viện Nghệ thuật Minneapolis.
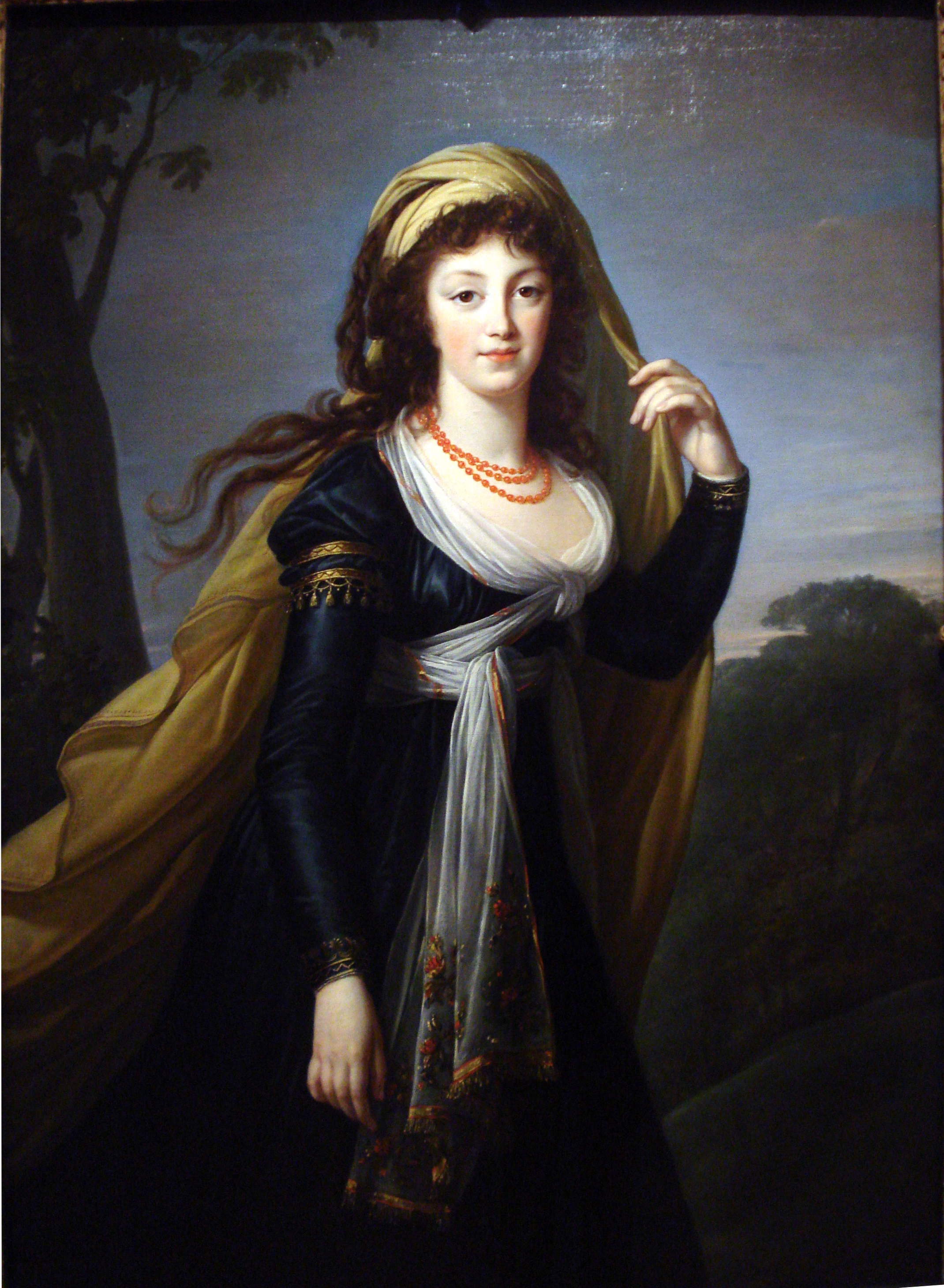
Theresia, Bá tước phu nhân Kinsky, 1793. Bảo tàng Norton Simon.
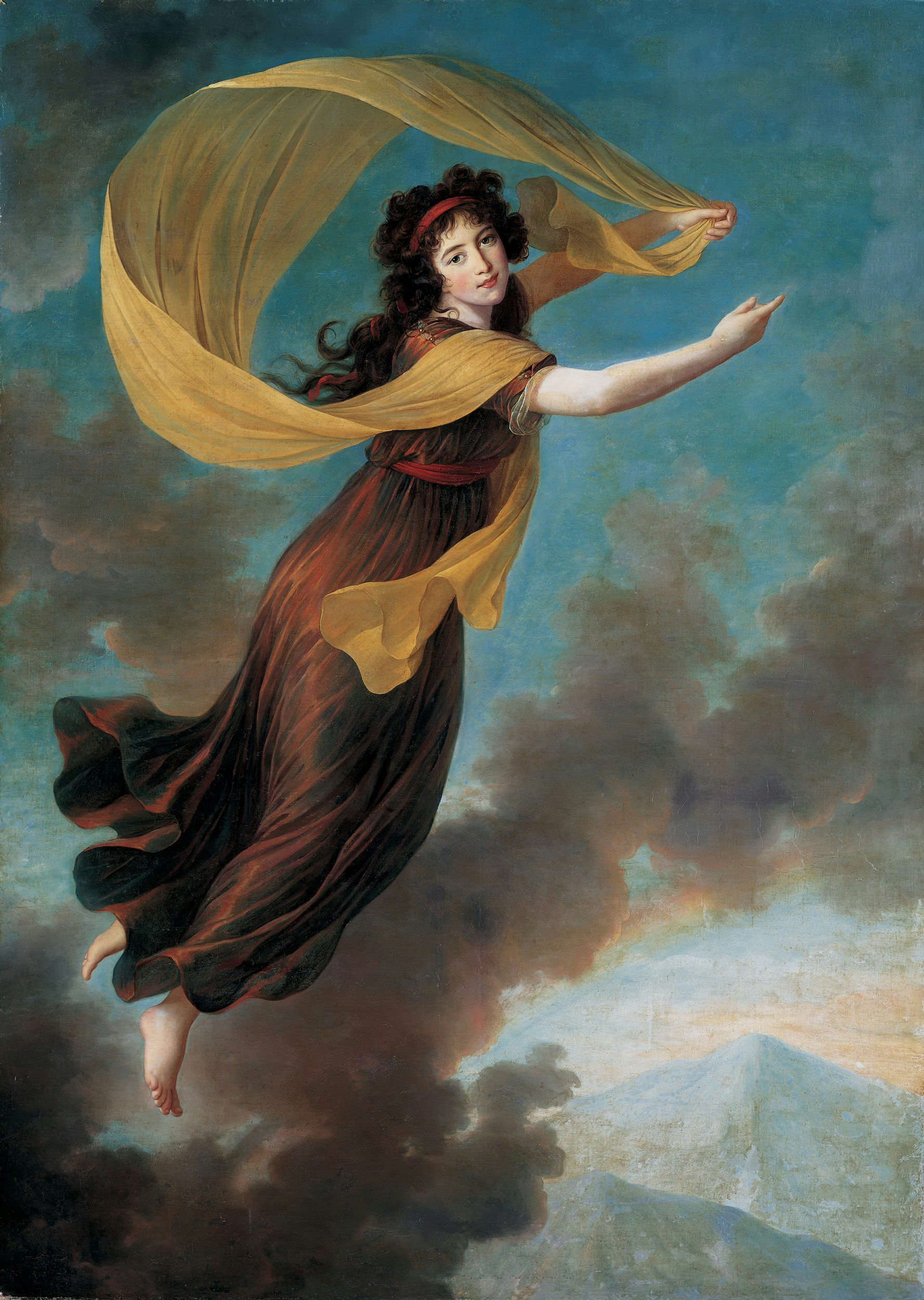
Thân vương nữ Karoline của Liechtenstein, 1793. Bảo tàng Liechtenstein.
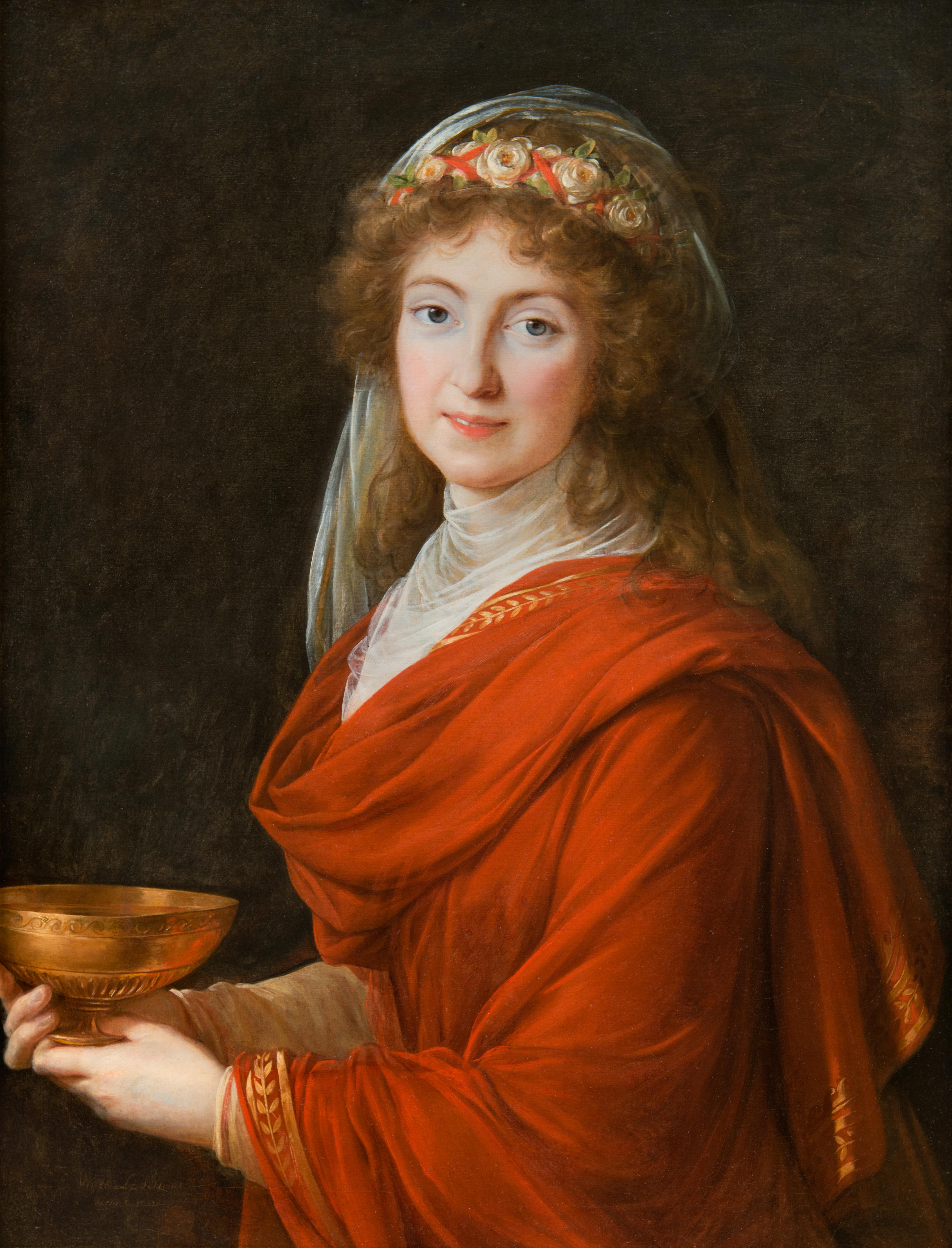
Bá tước phu nhân Siemontkowsky-Bystry, 1793. Bộ sưu tập riêng.
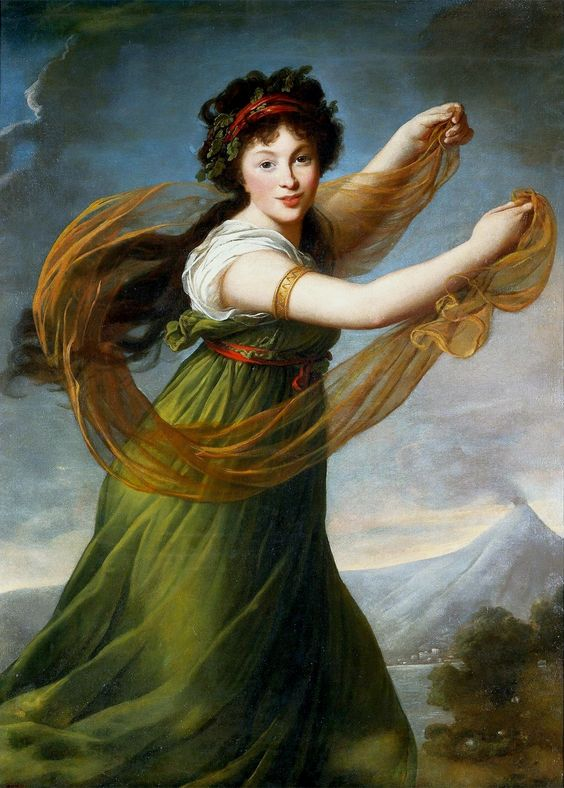
Pélagie Sapieżyna-Potocka, 1794. Lâu đài Hoàng Gia ở Warsaw.

### Tranh vẽ chân dung ở Nga

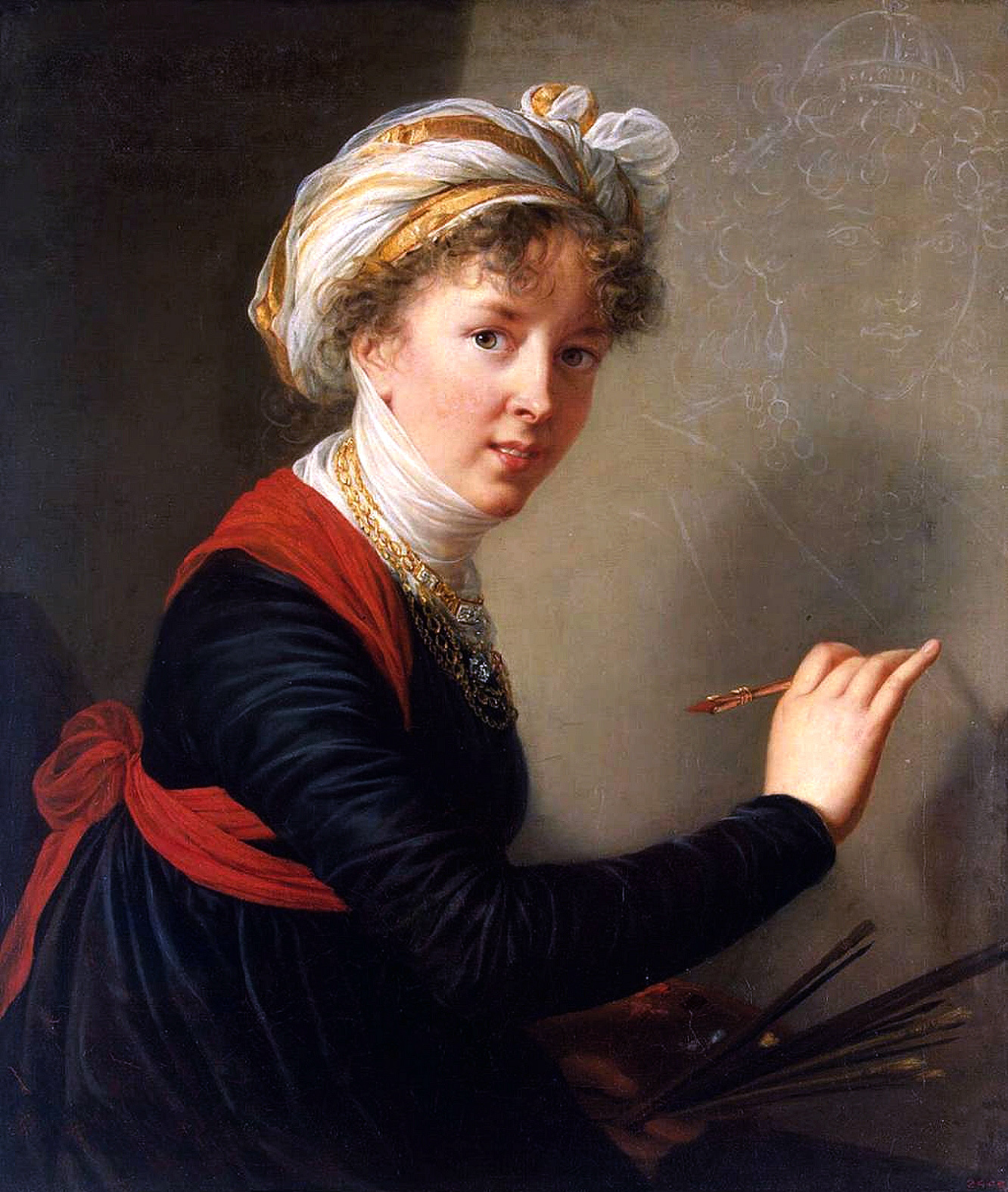
Chân dung tự họa, đang vẽ Luise xứ Baden để nộp đơn xin vào Học viện Nghệ thuật Hoàng gia Nga. Hiện đang ở Bảo tàng Ermitazh.
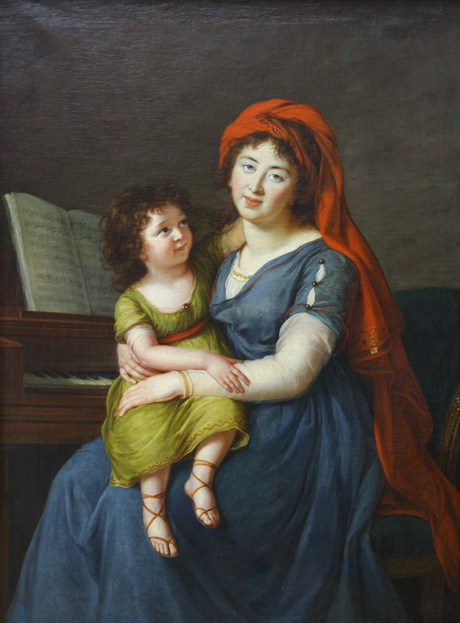
Công chúa Yekaterina Nikolayevna Menshikova, 1795. Bảo tàng Quốc gia Armenia.
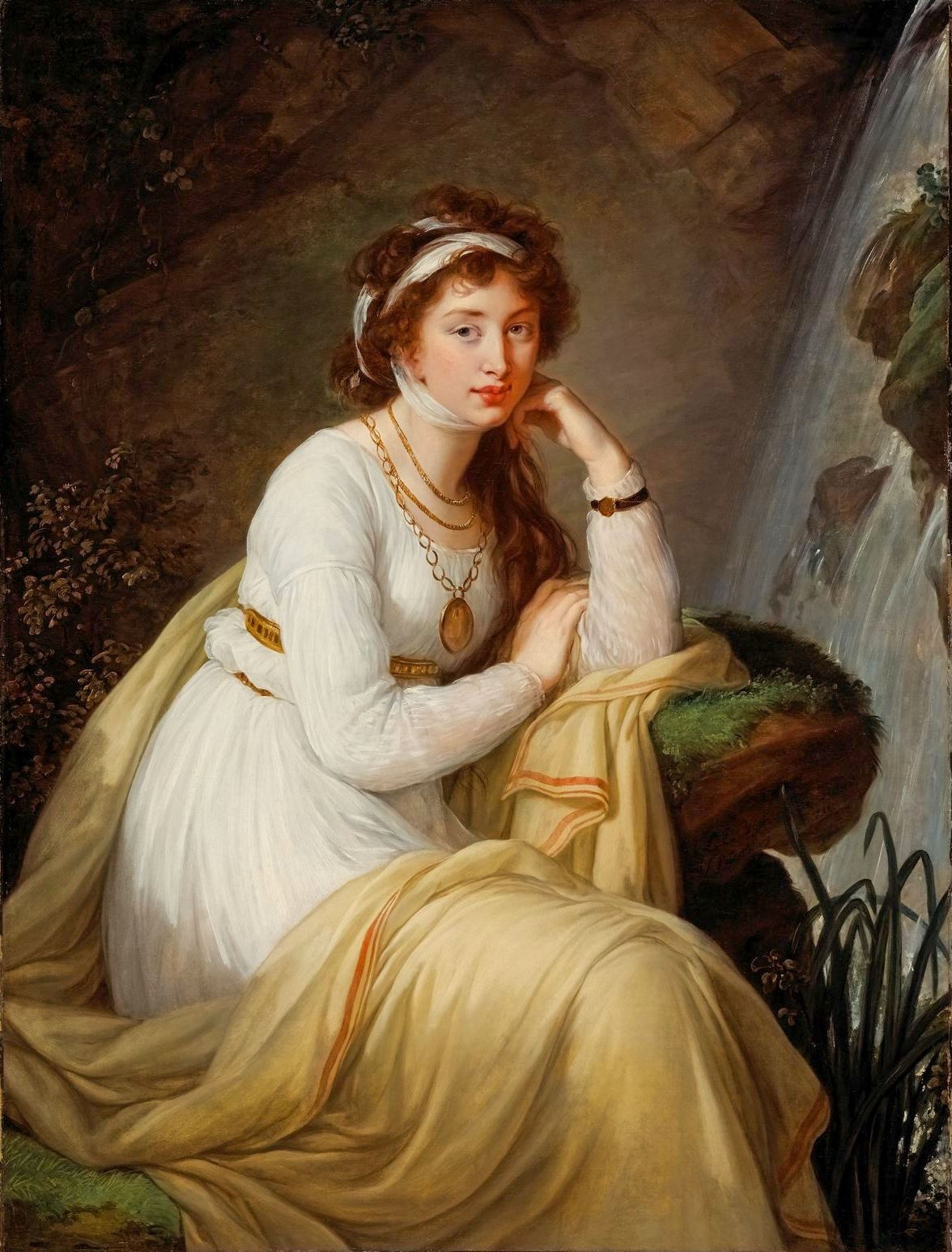
Anna Ivanovna Baryatinskaya Tolstoy, 1796. Bảo tàng Quốc gia Canada.
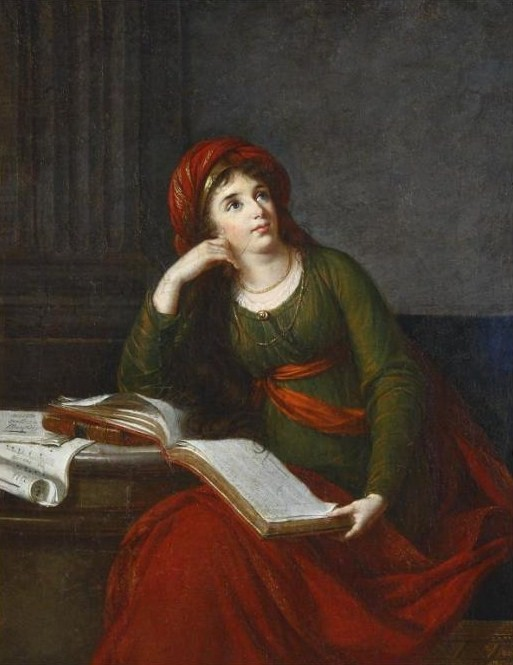
Yekaterina Fyodorovna Baryatinskaya-Dolgorukova, 1796. Bảo tàng Nghệ thuật Yamazaki Mazak.
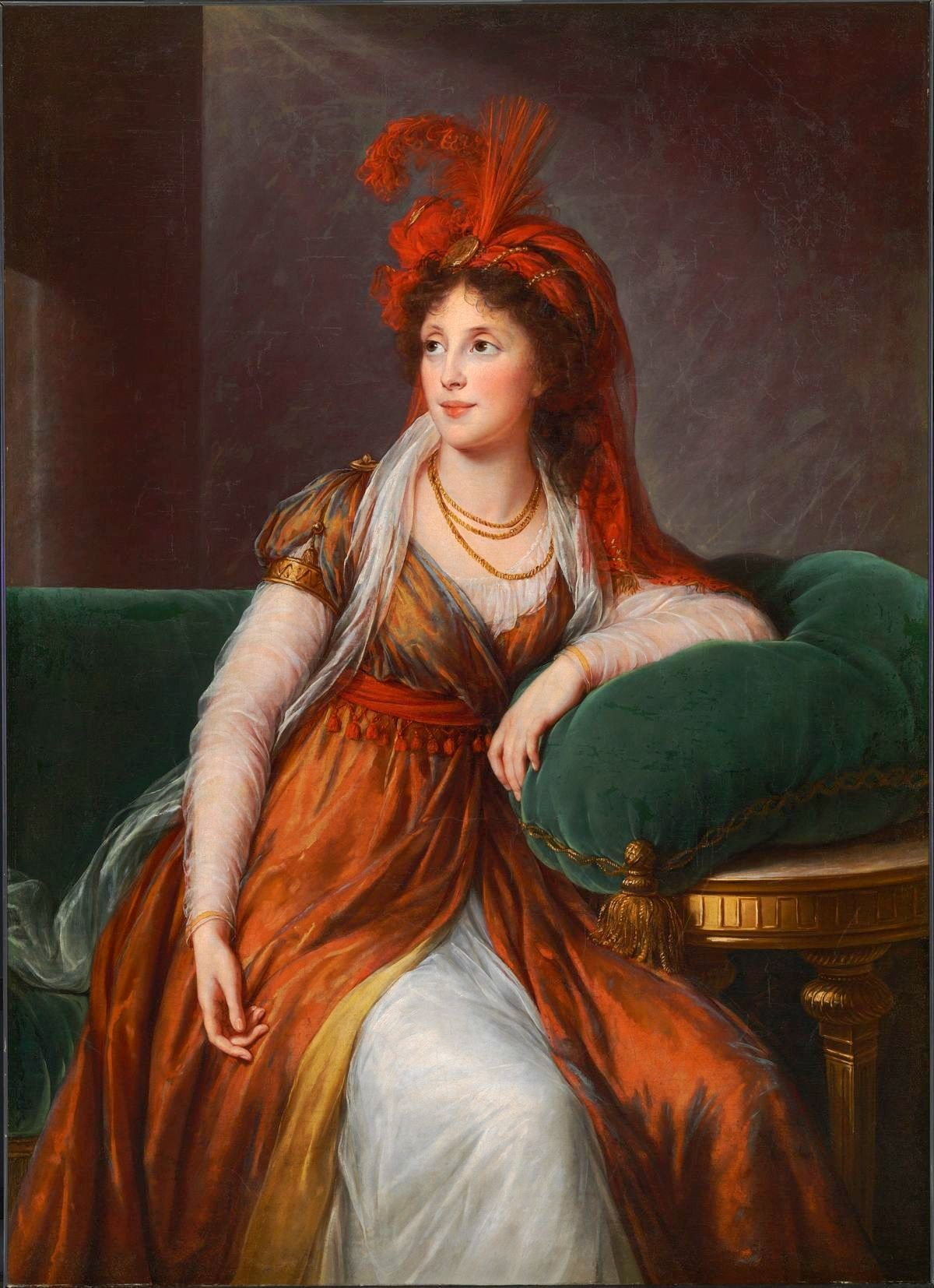
Công chúa Ana Gruzinsky Galitzine, 1797. Bảo tàng Nghệ thuật Baltimore.
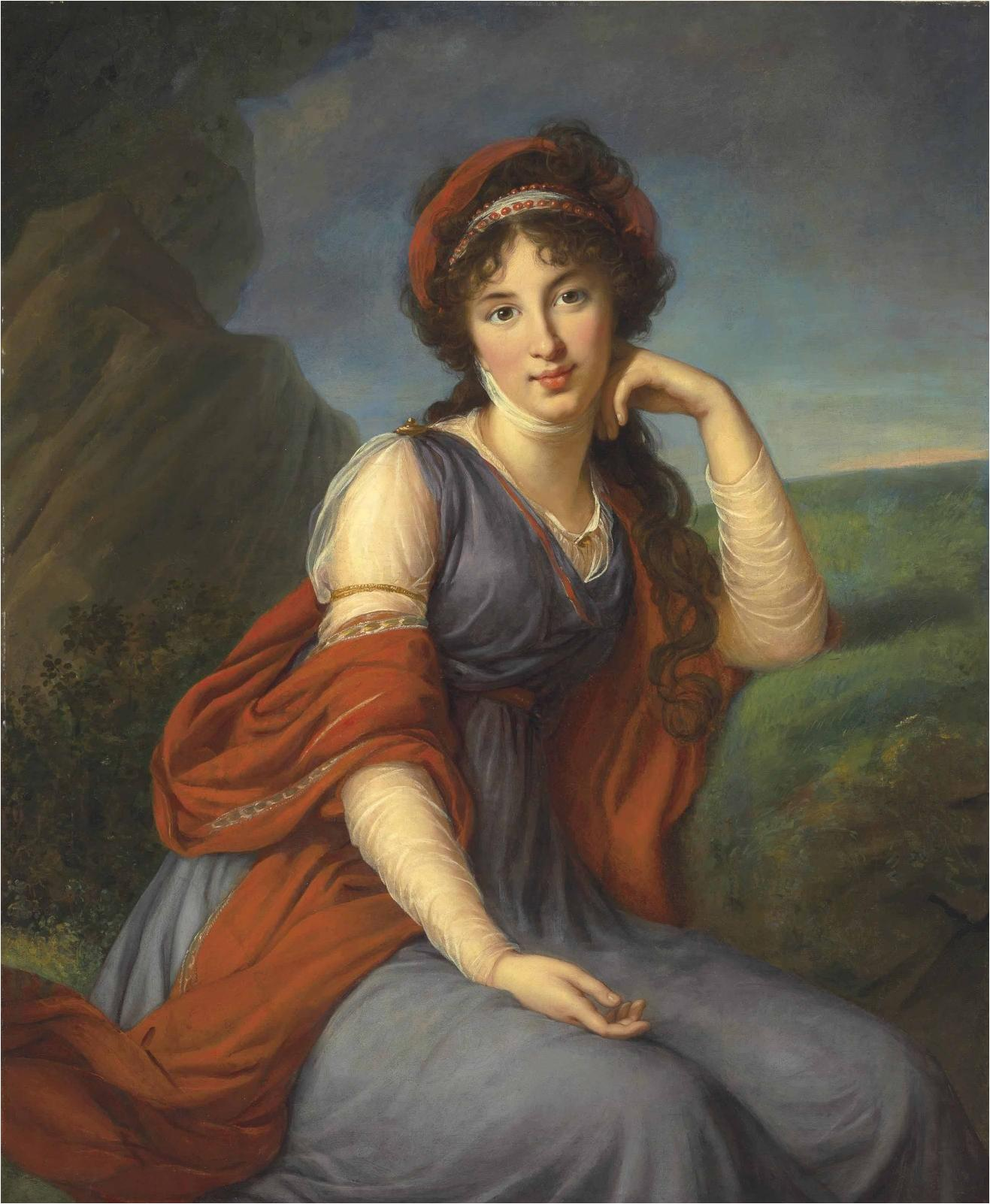
Công chúa Golitsyna, 1797. (Mariya Razumovskaya)
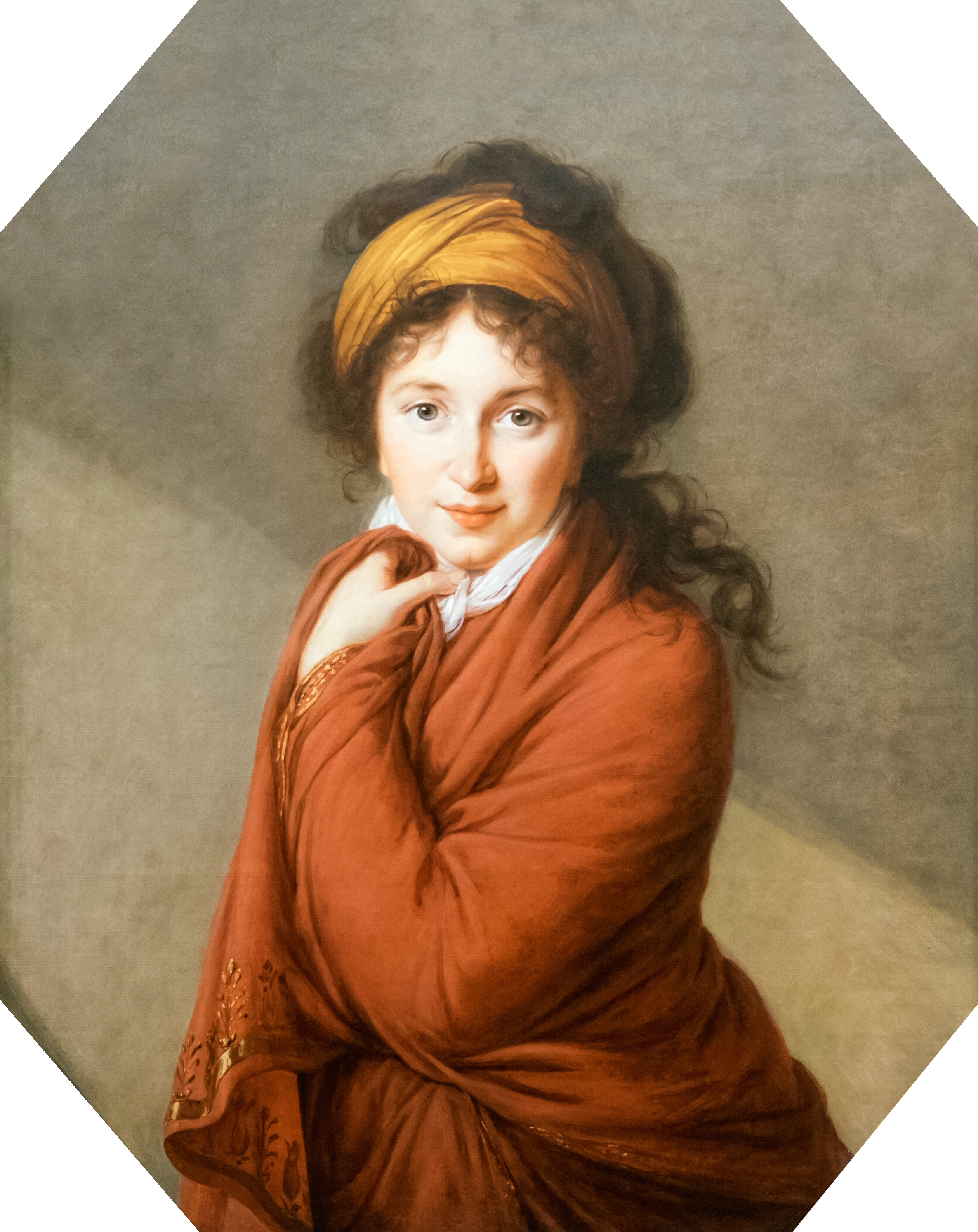
Varvara Golovina, 1797–1800. Viện Mỹ thuật Barber.
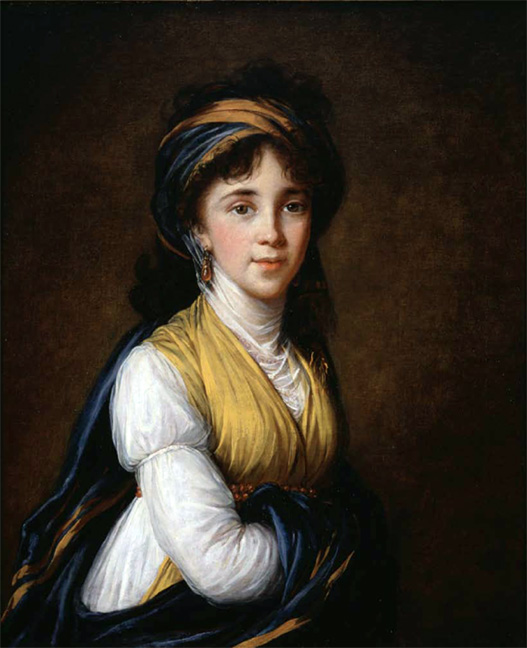
Anna Beloselskaya-Belozerskaya, 1798. Bảo tàng Quốc gia Nữ họa sĩ.
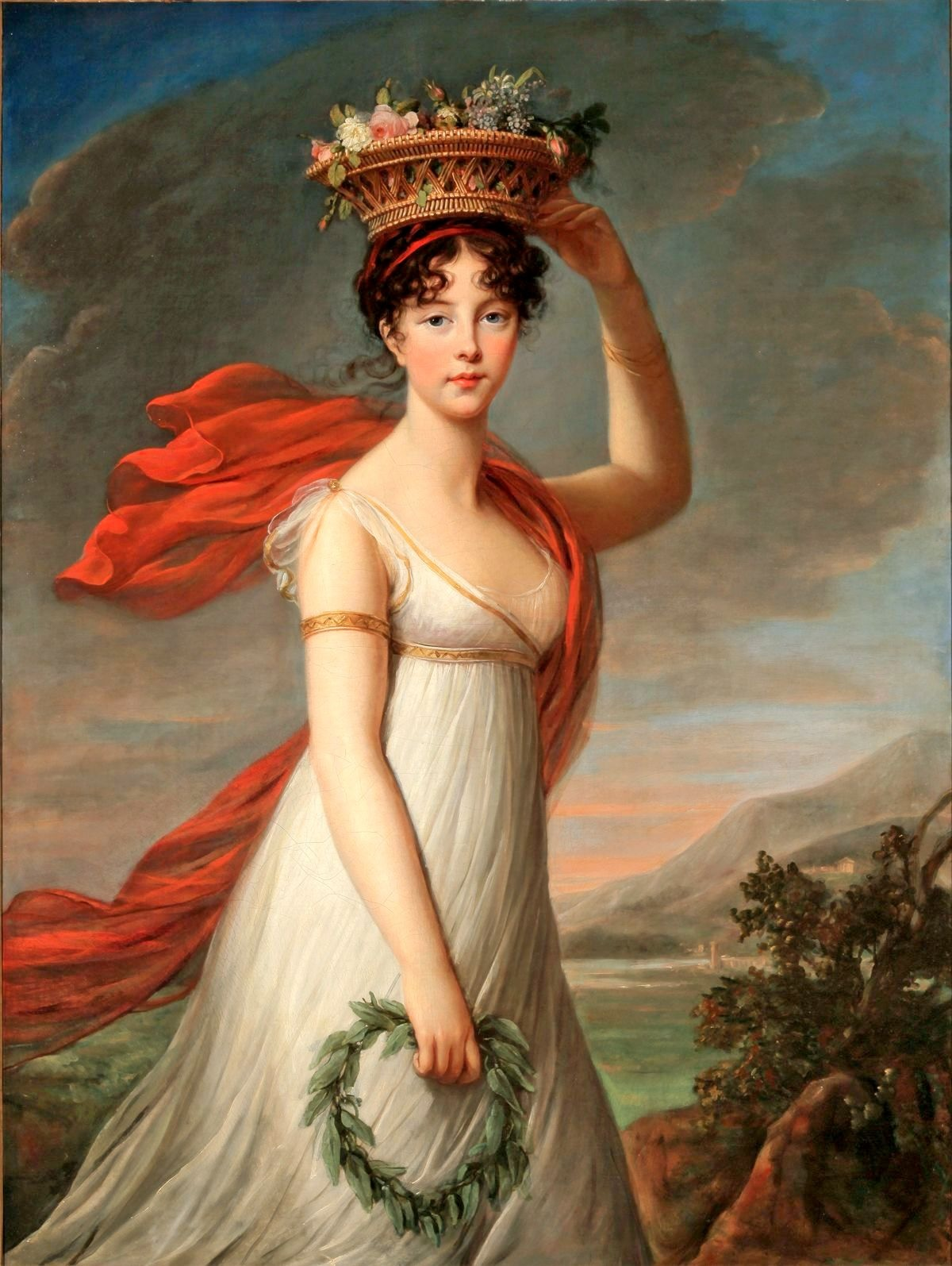
Julie Le Brun trong vai Flora, 1799. Bảo tàng Mỹ thuật (St. Petersburg, Florida).
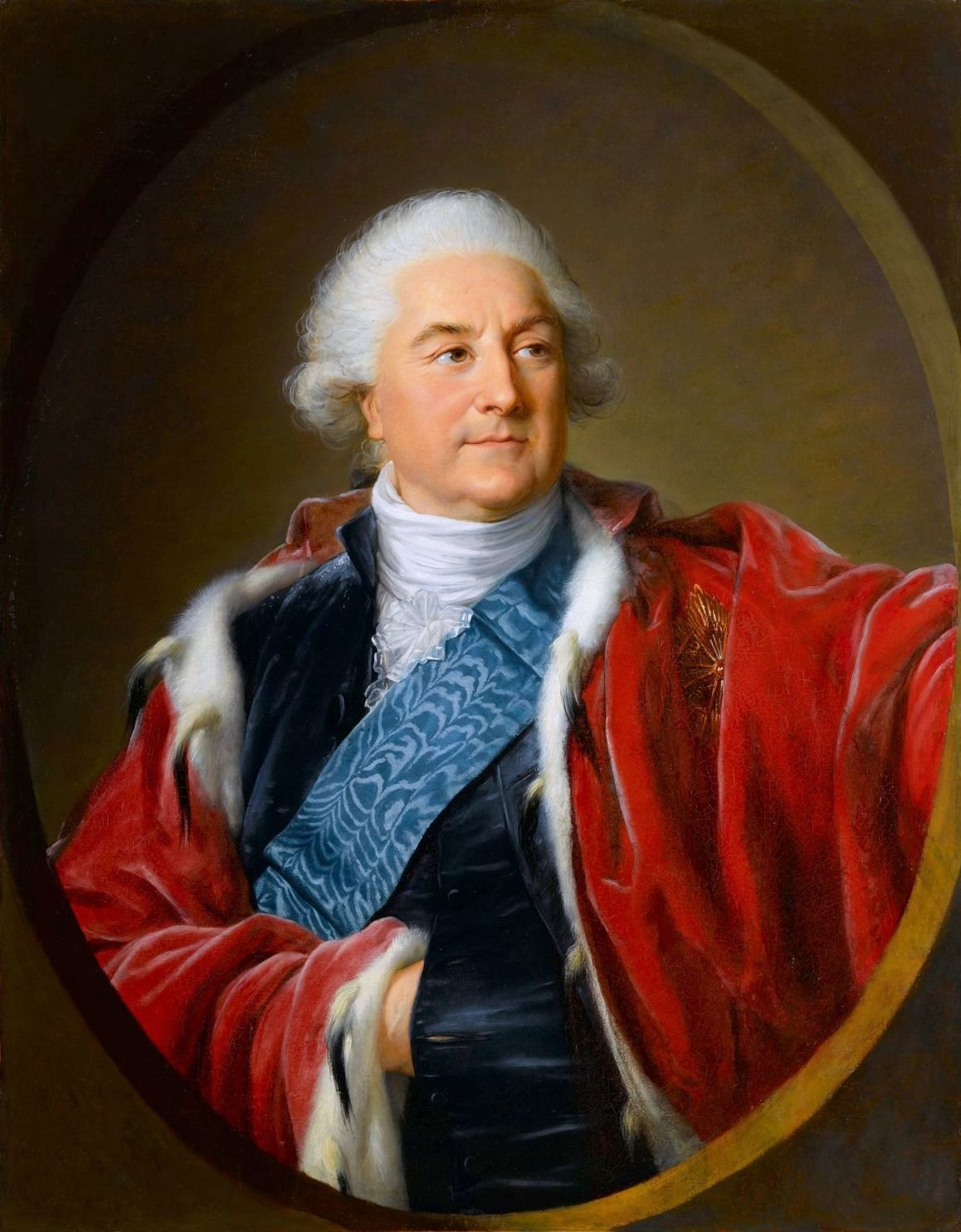
Stanisław August Poniatowski, cựu vương Ba Lan, 1796. Bộ sưu tập Versailles.